# Église Notre-Dame-de-la-Mer des Saintes-Maries-de-la-Mer
Pour les articles homonymes, voir Notre-Dame et Sainte-Marie.
L'église de Notre-Dame-de-la-Mer est une église fortifiée romane du IXe siècle des Saintes-Maries-de-la-Mer en Camargue, dans le département français des Bouches-du-Rhône en région Provence-Alpes-Côte d'Azur.
Dédiée à Notre-Dame et aux Saintes Maries, elle fait l'objet du pèlerinage aux Saintes-Maries-de-la-Mer, et est classée aux monuments historiques depuis 1840.

## Histoire

### Oppidum
D'après l'écrivain Jean-Paul Clébert, le géographe et historien grec Strabon indique que les Phocéens de Massalia érigèrent à cet emplacement un temple antique de culte à Artémis (déesse grecque de la nature et de la chasse).

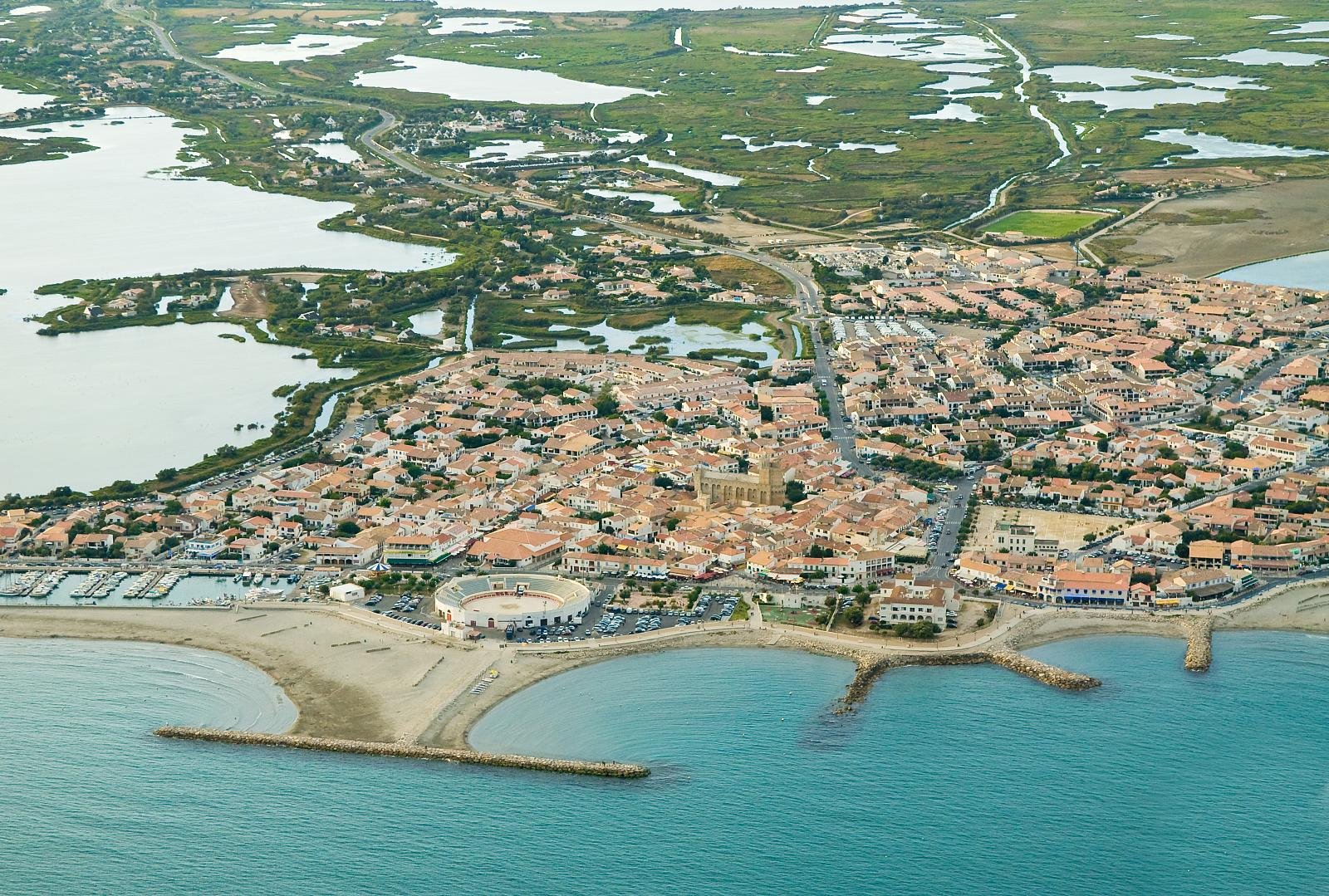
Vue aérienne des Saintes-Maries-de-la-Mer.
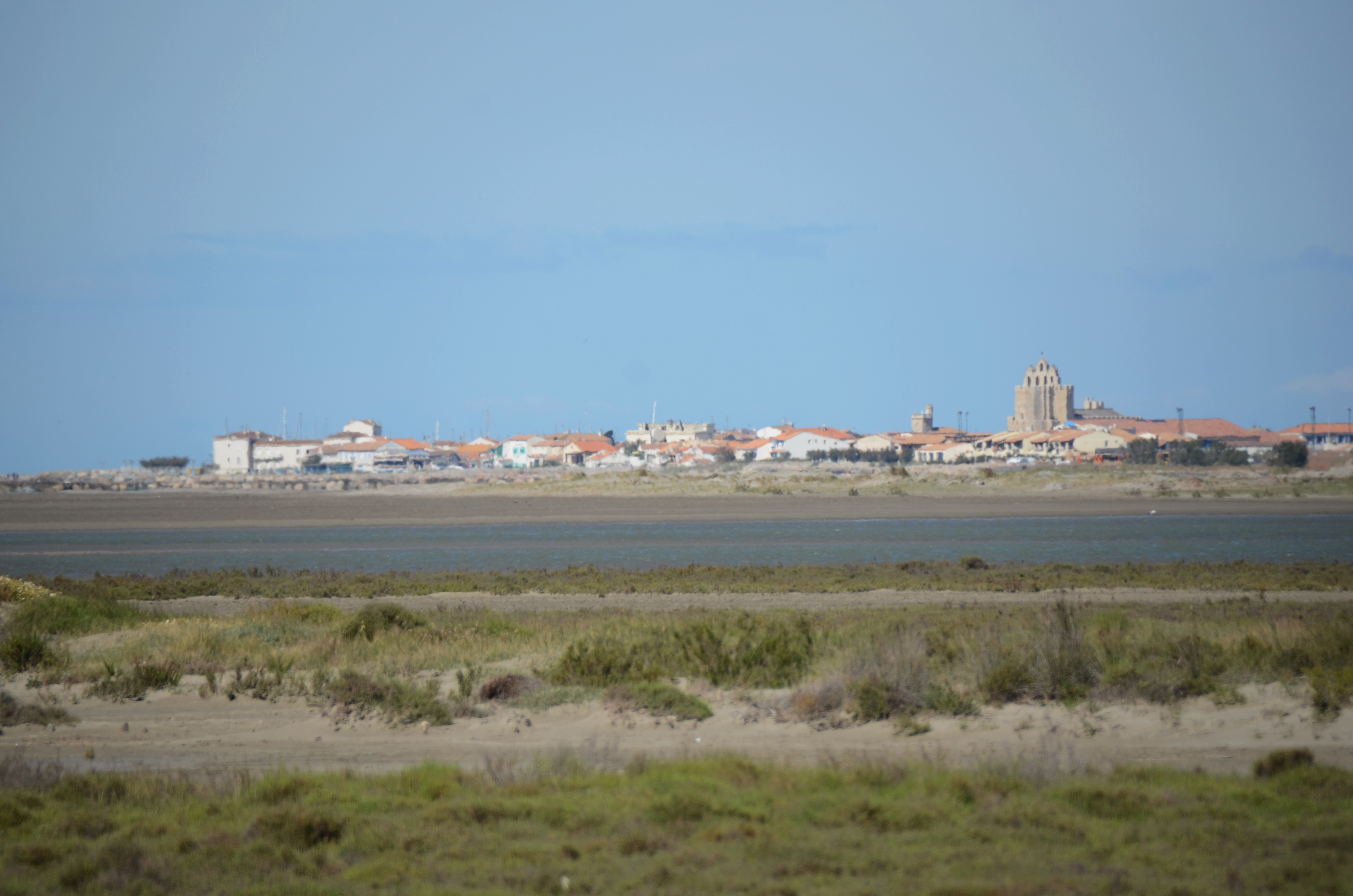
Vue des Saintes-Maries-de-la-Mer depuis la mer Méditerranée.
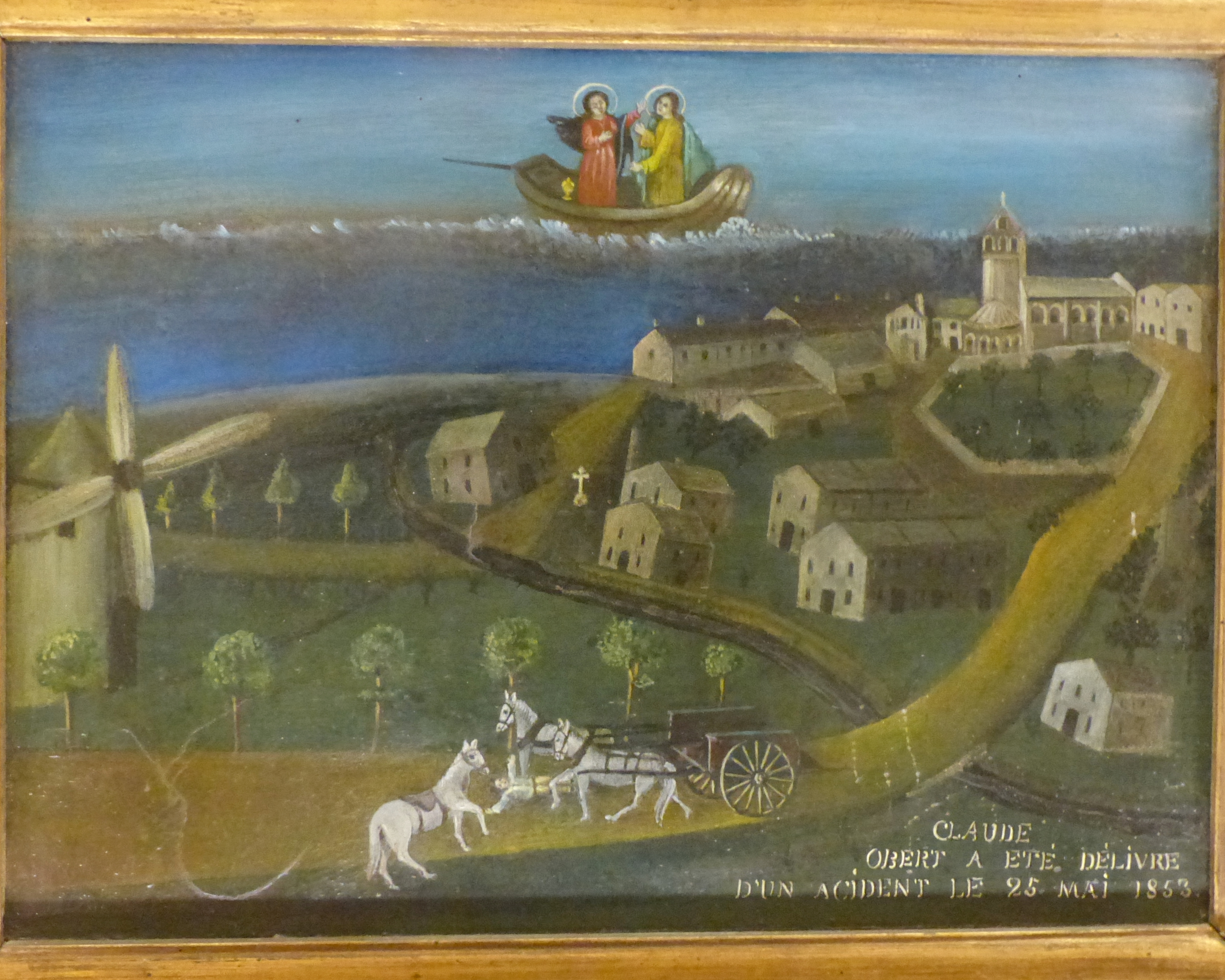
Tableau ex-voto des Saintes-Maries-de-la-Mer.

La première mention du lieu est faite dans le poème ora maritima (cote maritime, en latin) d'Avienus au IVe siècle, sous le nom d'un îlot dénommé « oppidum priscium Râ ». Ce vieil oppidum devient au VIe siècle Sancta Maria de Ratis (Sainte Marie du radeau), nom qui évolua vers Notre-Dame-de-la-Barque lorsque la légende chrétienne du débarquement des saintes Maries sur la côte camarguaise se popularisa. Cette mutation se fit à partir de 547, avec l'installation d'une communauté de religieuses sur cet îlot par l'évêque Césaire d'Arles, pour christianiser ce lieu de pèlerinage et de culte païen de Mithra et Diane d'Éphèse.

### De Notre-Dame-de-la-Barque à Notre-Dame-de-la-Mer
Visible d'une dizaine de kilomètres à la ronde, cette église fortifiée et son imposant donjon-abside-clocher-mur domine la ville des Saintes-Maries-de-la-Mer depuis le début du IXe siècle, date du début de sa construction, à la période de transition entre invasions destructrices de l'Empire carolingien par les Vikings et les Sarrasins, et de fondation de la féodalité et de ses églises fortifiées et châteaux forts pour y résister, et de transition entre l'architecture carolingienne et l'architecture romane (histoire des Saintes-Maries-de-la-Mer au Moyen Âge).

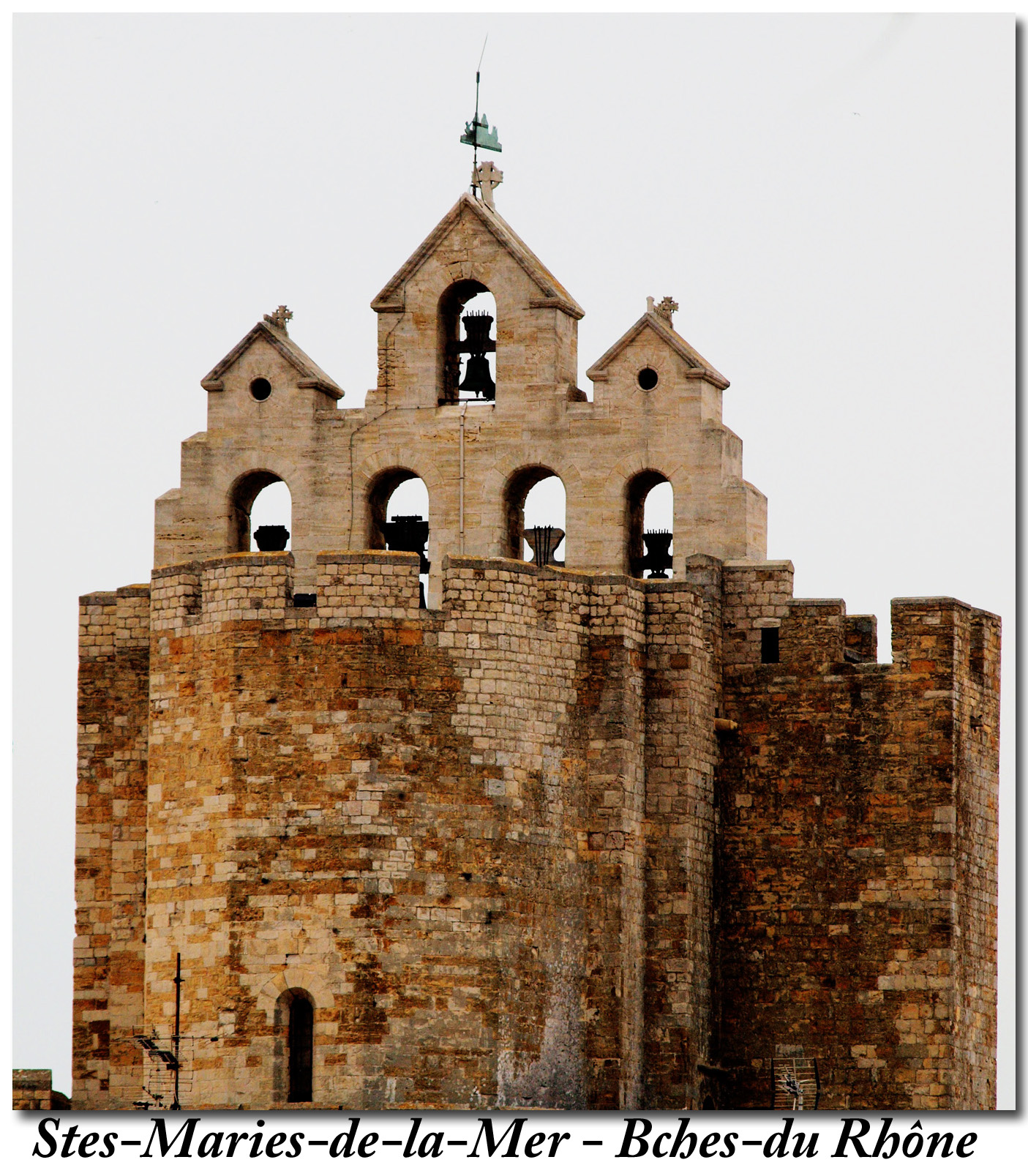
Donjon-abside-clocher-mur.
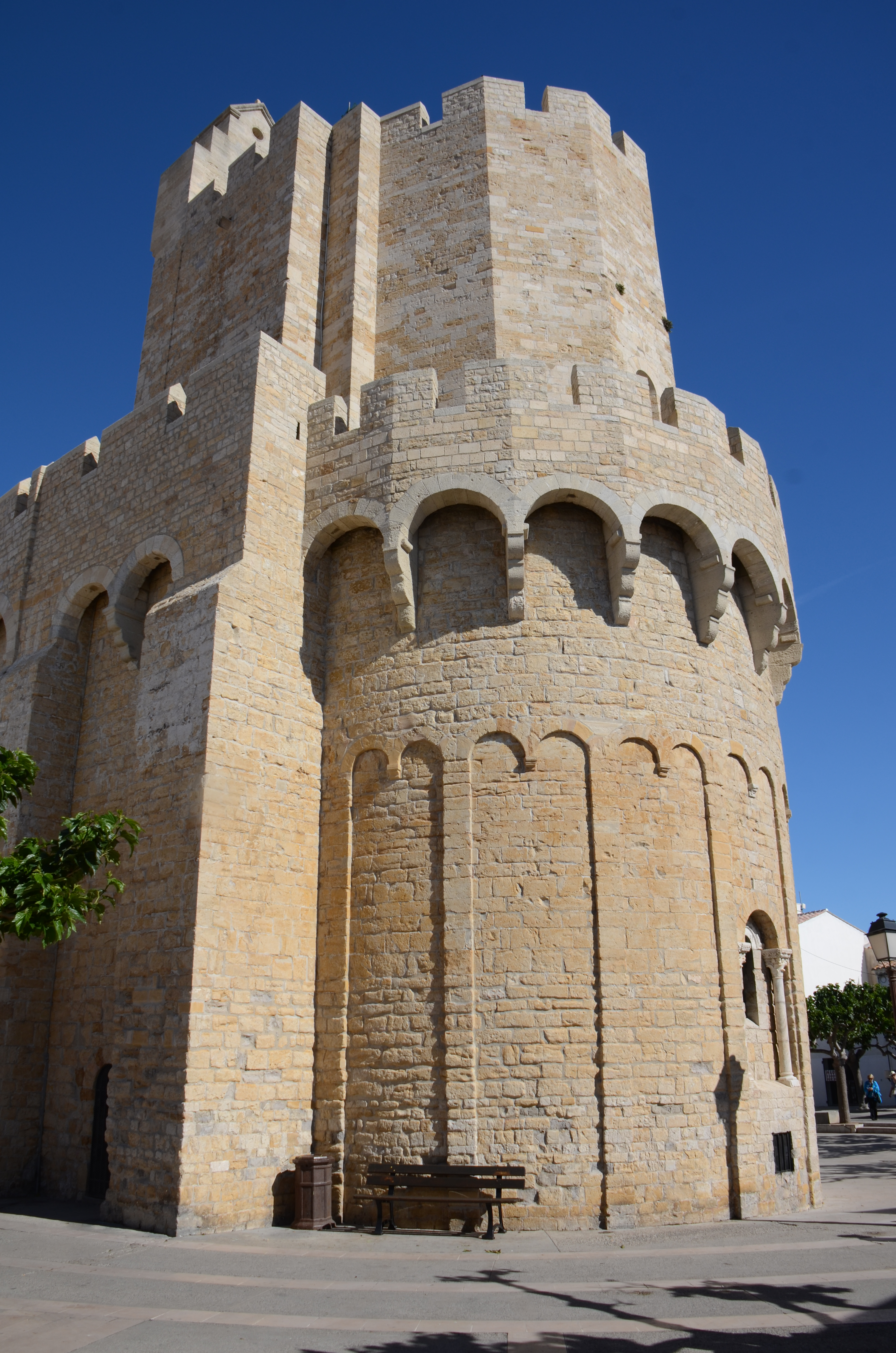
Donjon-abside-clocher-mur.
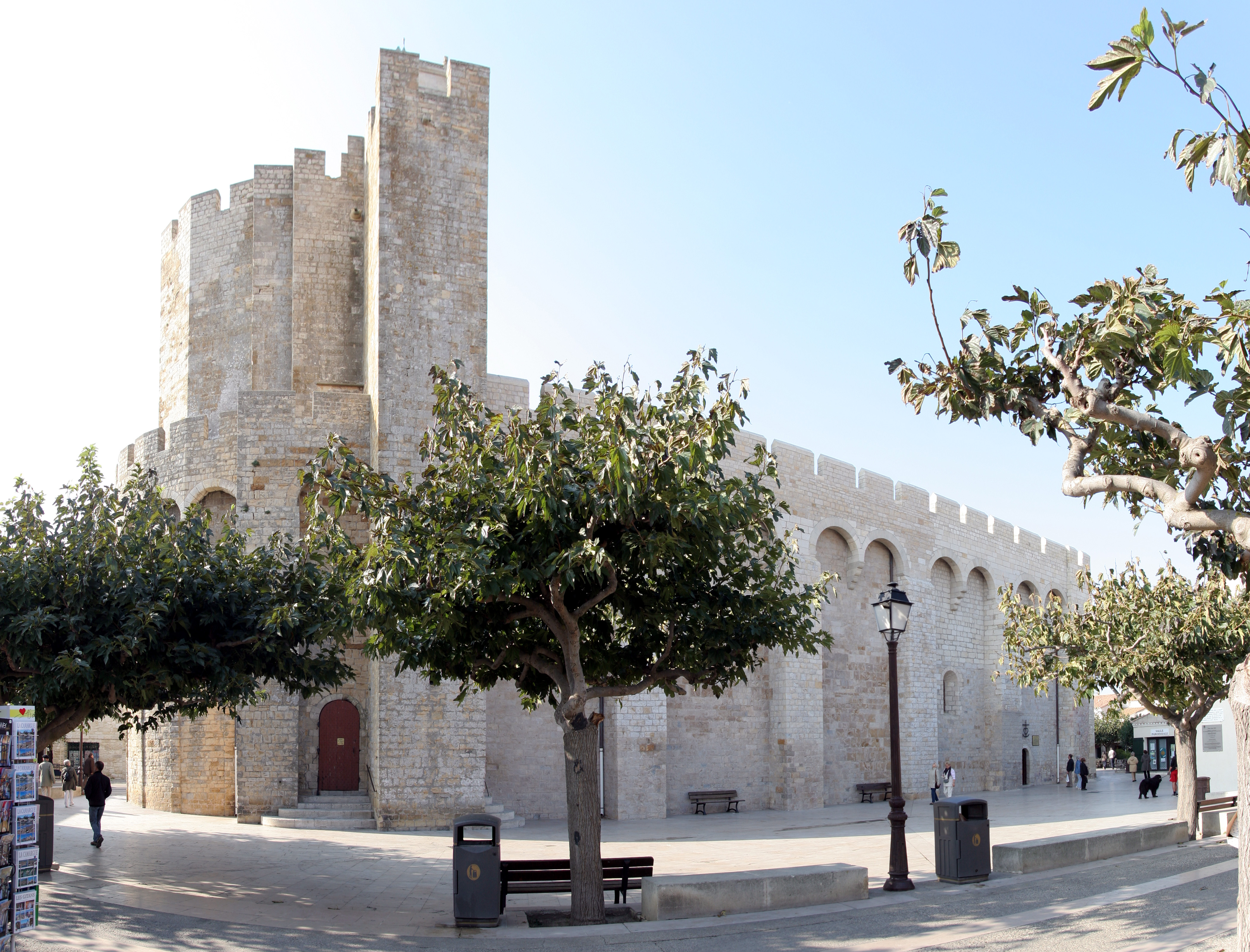
Donjon-abside-clocher-mur et vue latérale.
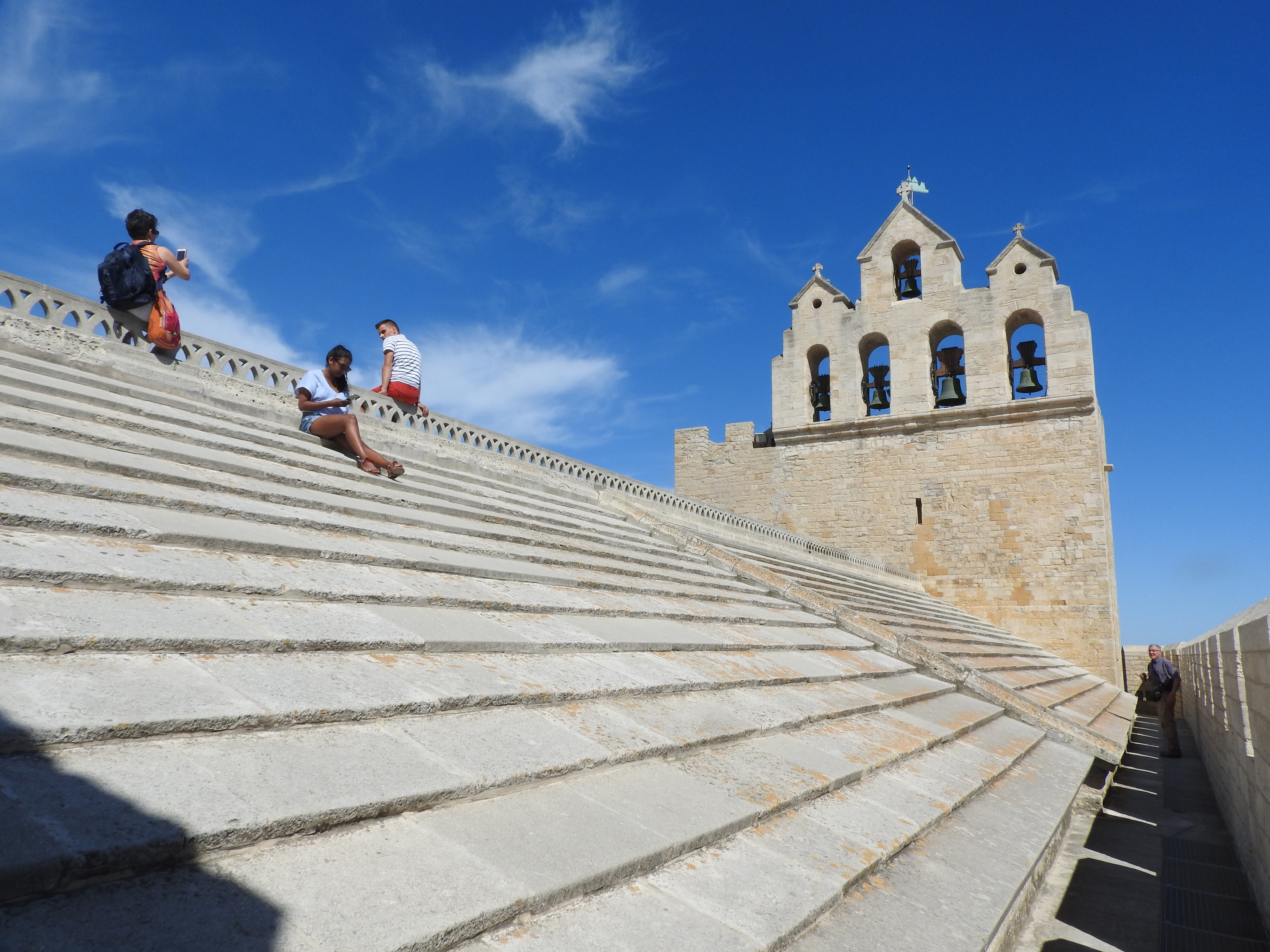
Toiture et clocher-mur.
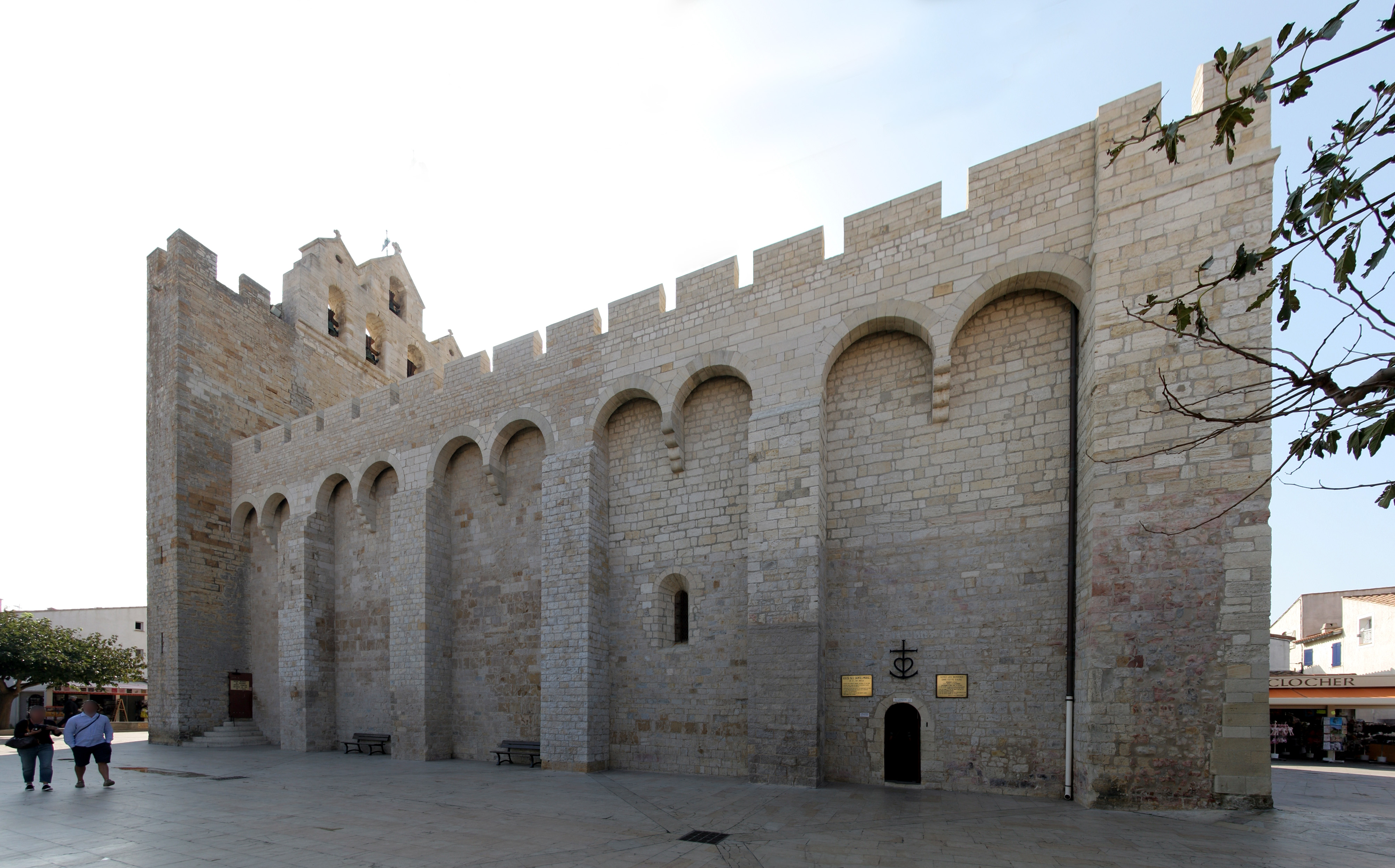
Vue latérale, et clocher-mur.
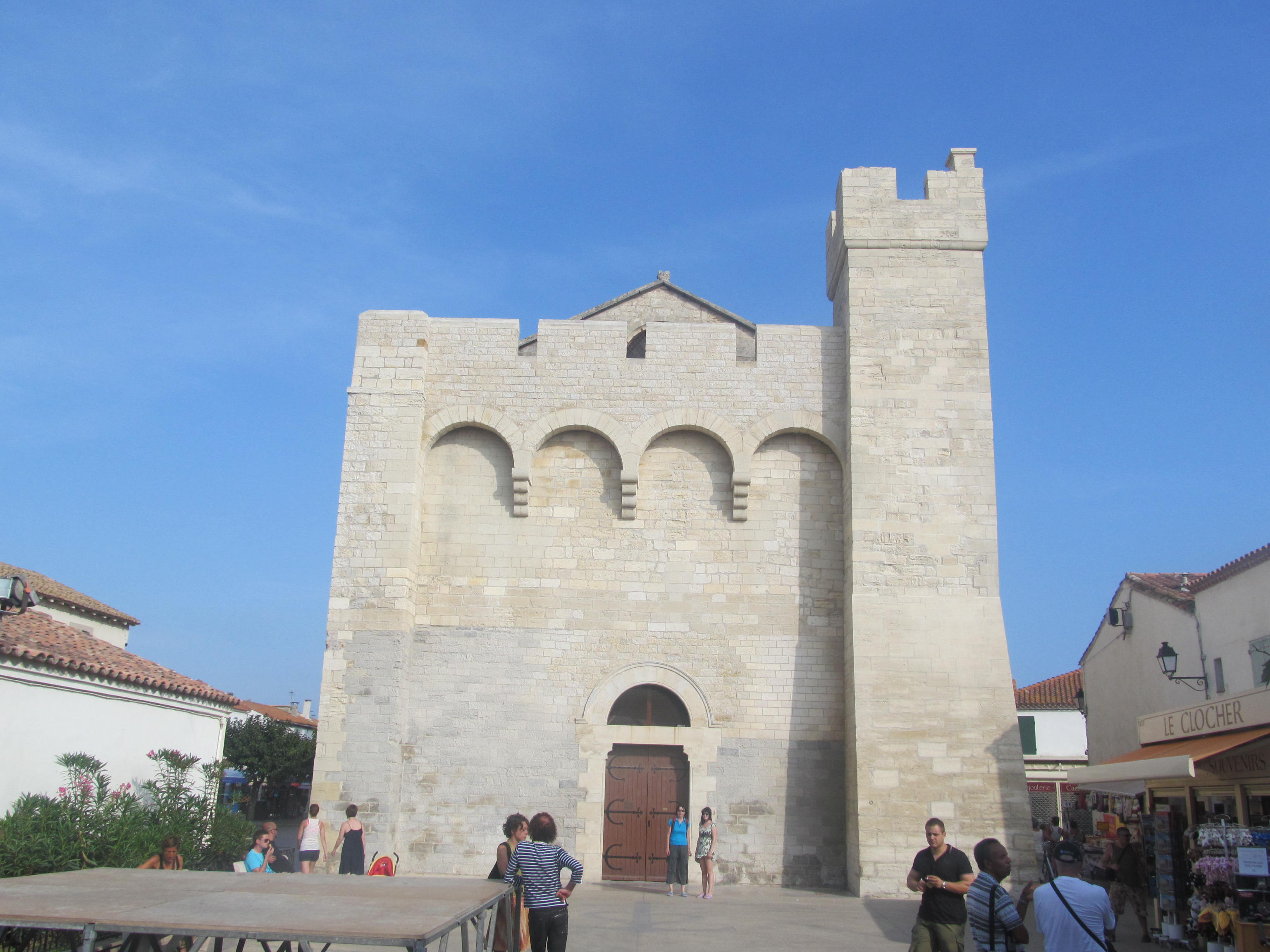
Façade et tour d'angle.
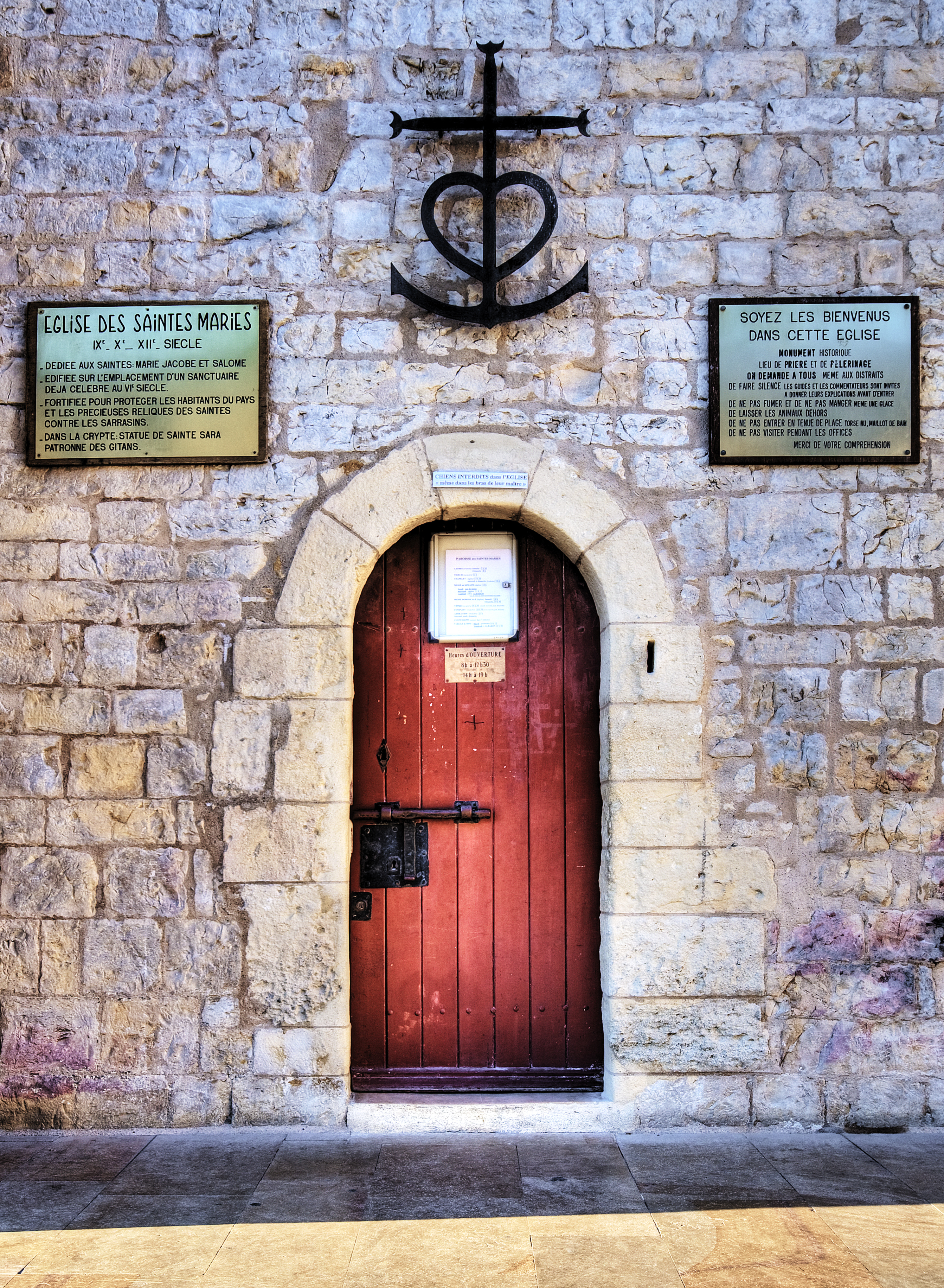
Entrée et croix camarguaise.

Le site de Notre-Dame-de-la-Barque avait été sous la menace constante des Sarrasins et des Vikings, ce qui obligea les moniales à le délaisser. Ce ne fut qu'en 973 que les Sarrasins furent chassés par le comte Guillaume Ier de Provence, qui fit rebâtir une église (dite à nouveau en ruines en 1061). Elle passa dans la mense du chapitre métropolitain de la cathédrale Saint-Trophime d'Arles, puis les chanoines la rétrocédèrent à l'abbaye Saint-Pierre de Montmajour qui y établit un prieuré en 1078. C'est alors qu'elle fut dédiée à Notre-Dame-de-la-Mer. La reconstruction de l'église fortifiée actuelle se fit entre 1165 et 1170 (au début du style gothique du XIIe siècle, avec des similitudes architecturales avec le palais des papes d'Avignon gothique du XIIIe siècle). Elle annexa définitivement au christianisme le culte païen juxtaposé.

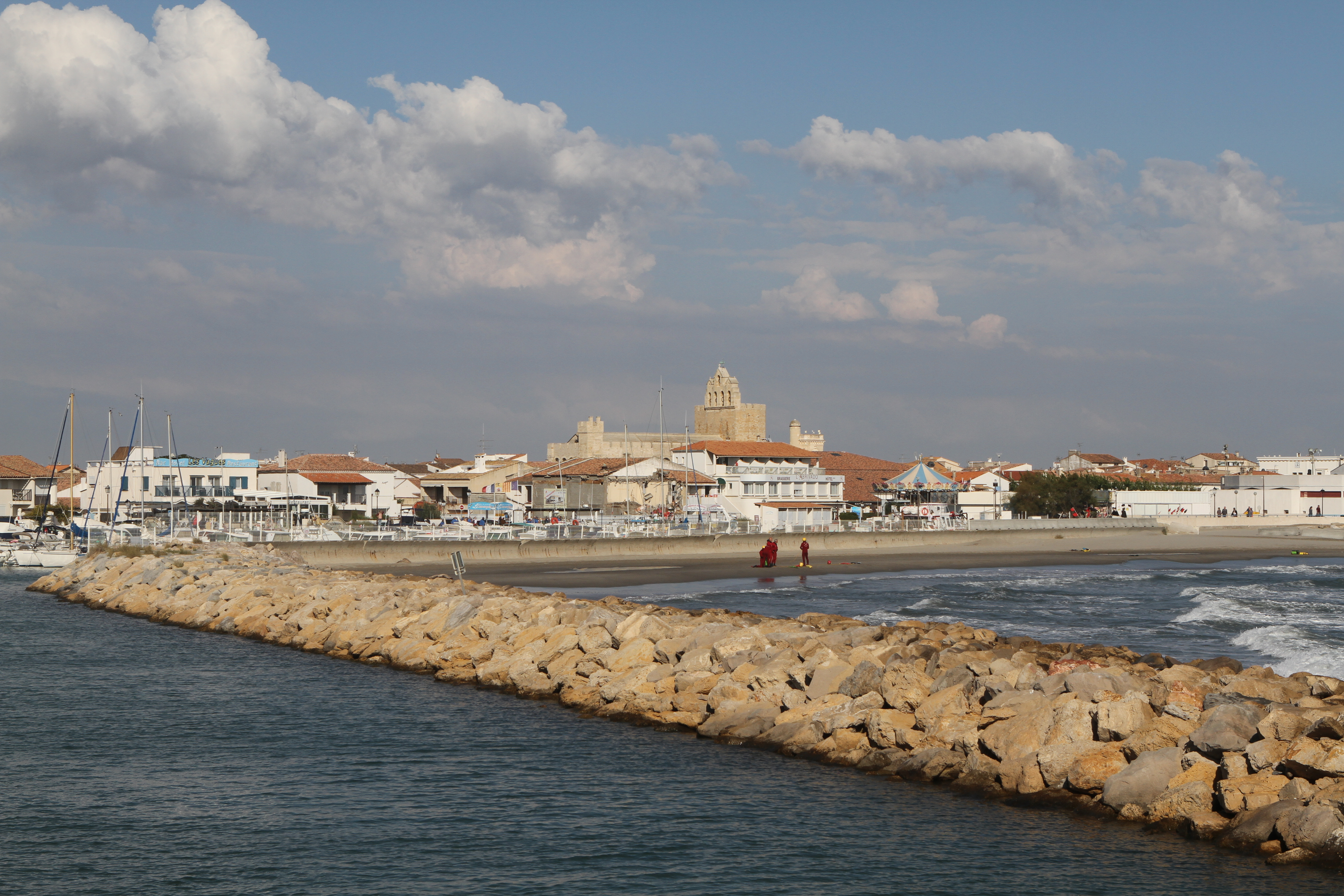
Vue depuis la mer Méditerranée.
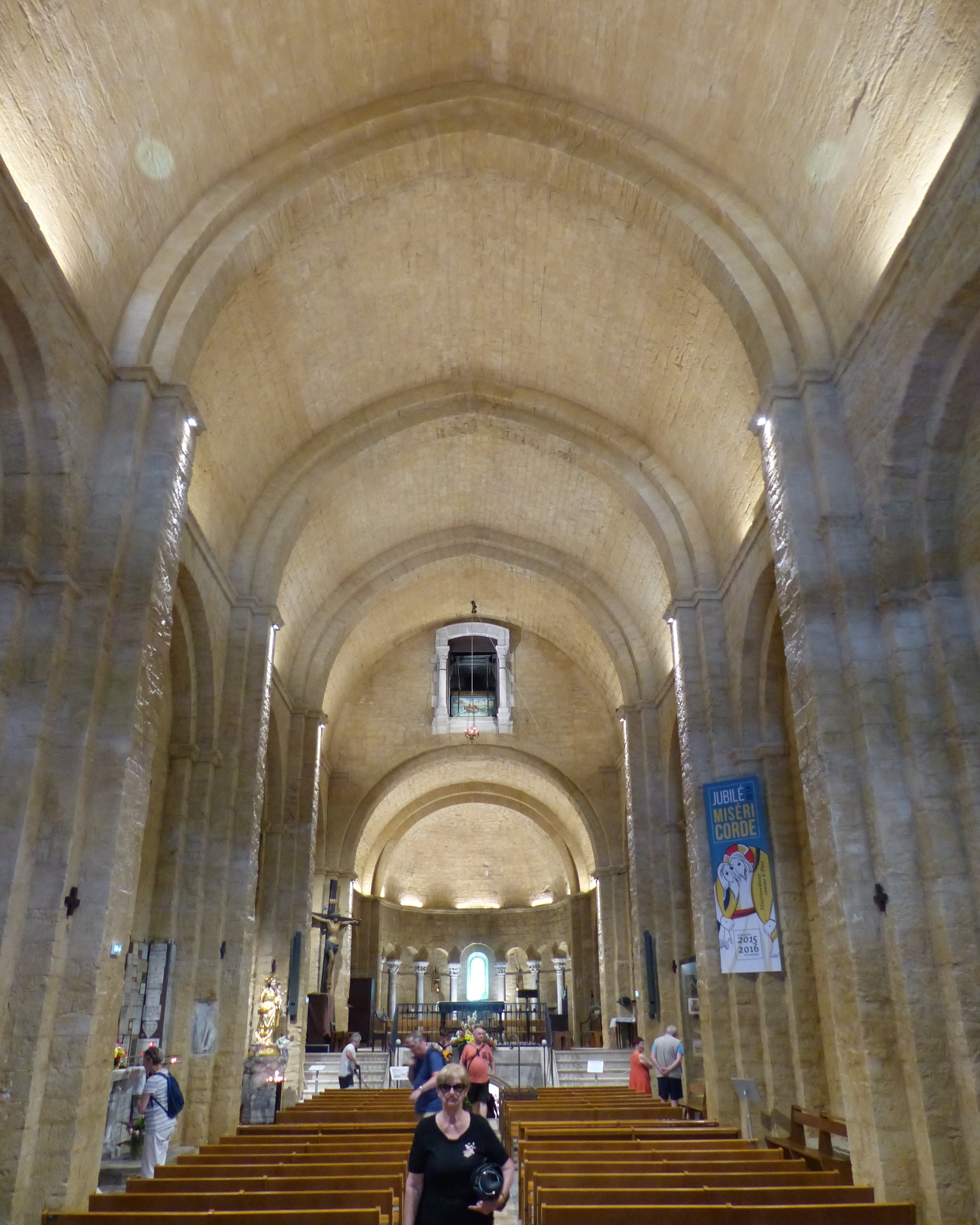
Nef.
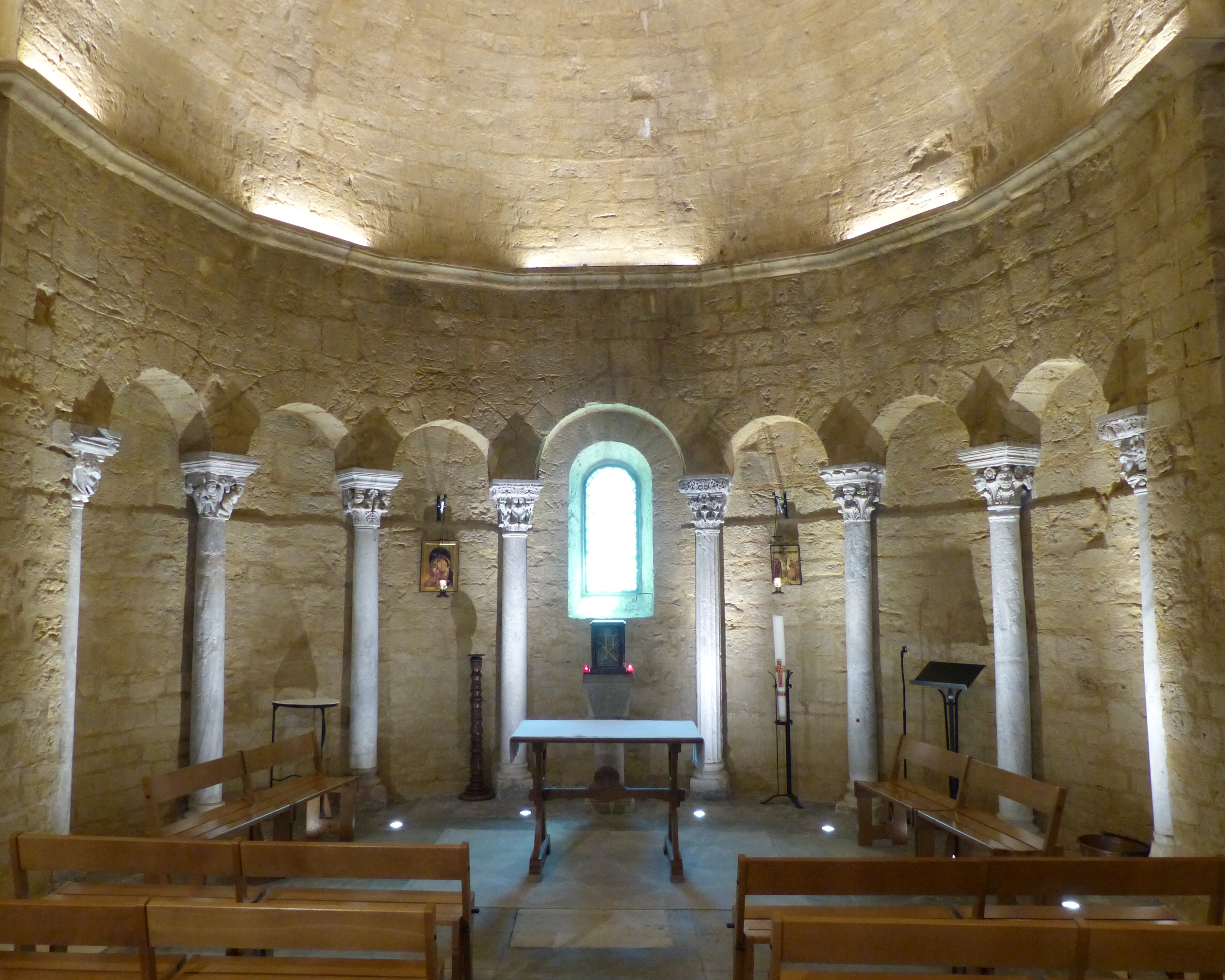
Chœur et abside.
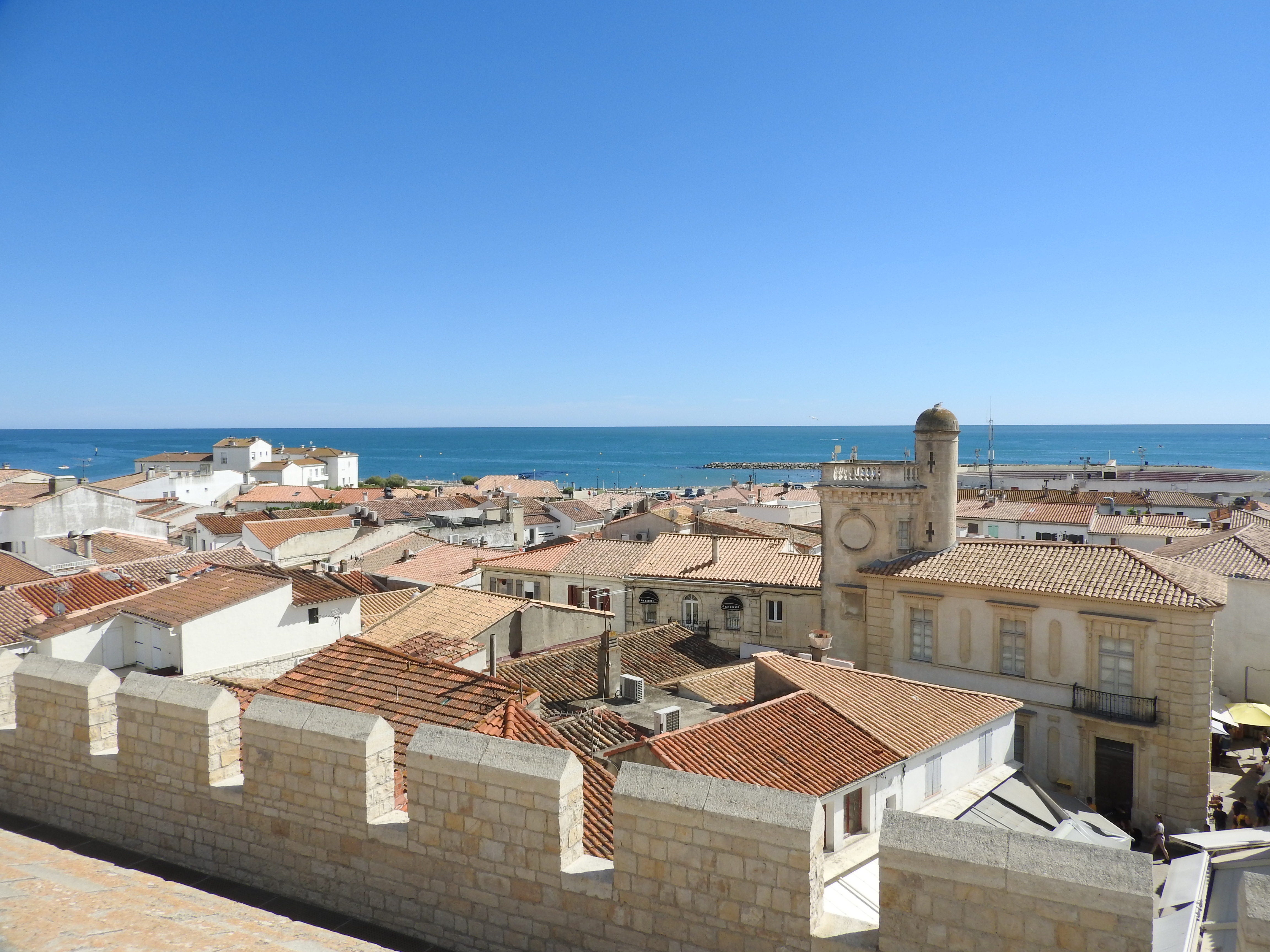
Vue depuis les créneaux du toit.

Le lieu de culte était alors divisé en trois parties : « à savoir une nef, une chapelle assez allongée fermée sur le devant par une grille de fer, et sur les deux côtés et le fond par un mur de pierres de taille ; un chœur au centre, réservé aux clercs. On a accès à celui-ci par un long couloir formé par un mur latéral de ladite chapelle ».

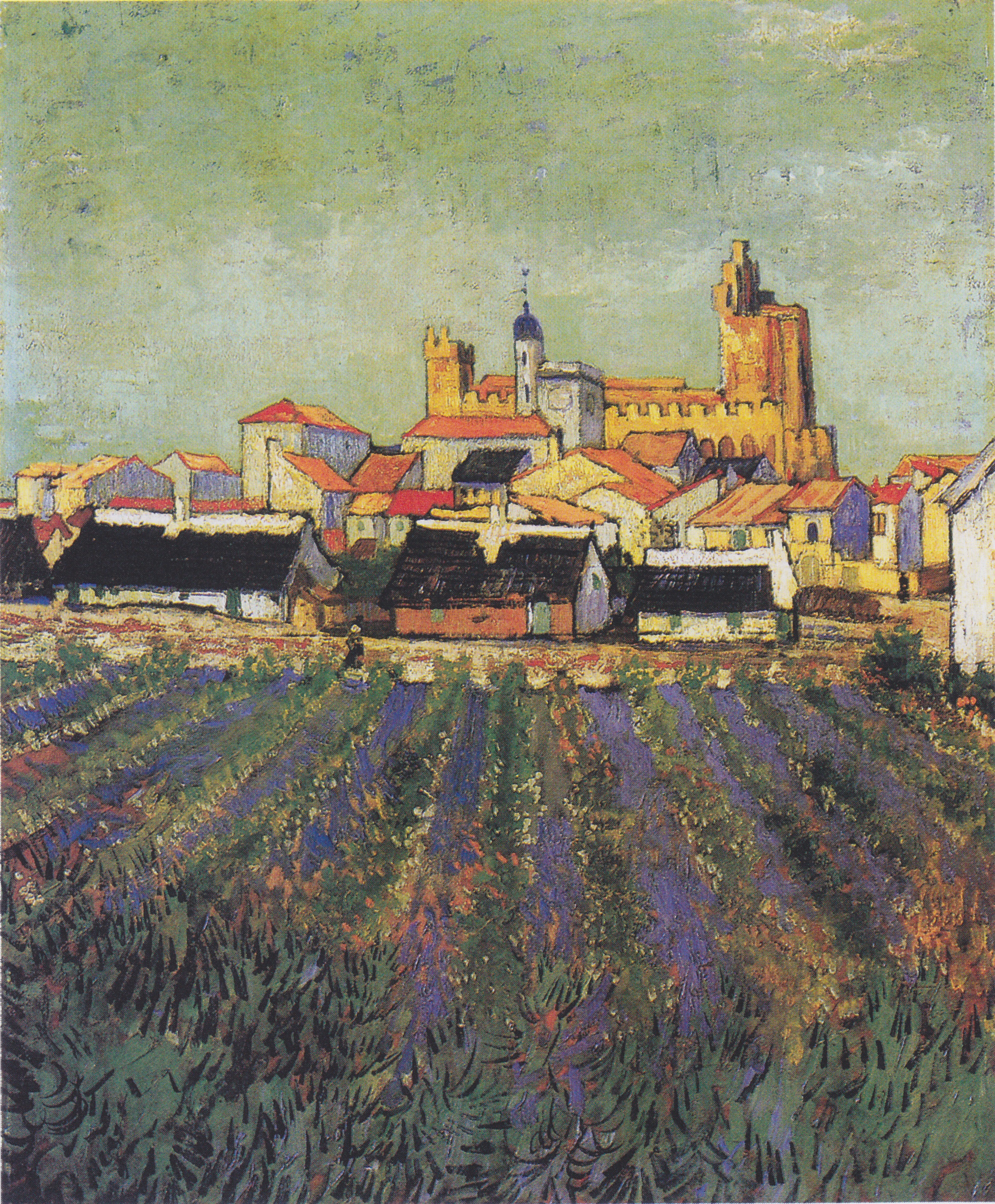
Vue des Saintes-Maries-de-la-Mer, par Vincent van Gogh (1888, musée Kröller-Müller des Pays-Bas).

Au XIVe siècle, sous le pontificat des papes d'Avignon, le pèlerinage aux Saintes-Maries-de-la-Mer y était très populaire. À tel point qu'en 1343, Benoît XII fixa la célébration des Saintes au 25 mai et au 22 octobre. Jean de Venette, auteur d'un poème sur l'Histoire des Trois Maries raconte qu'il visita Pierre de Nantes, évêque de Saint-Pol-de-Léon, alors atteint de la goutte, et que ce dernier n'aurait dû sa guérison qu'à l'intercession des trois Maries. L'évêque accomplit alors en remerciement un pèlerinage aux Saintes-Maries-de-la-Mer en 1357. Cette même année, Arnaud de Cervole, dit l'Archiprêtre, se dirigea vers Avignon via la Camargue avec ses bandes anglo-gasconnes. Les reliques que contenaient l'église furent mises à l'abri à la Sainte-Baume et Notre-Dame-de-la-Mer vit ses fortifications renforcées.

### Les fouilles du roi René
En 1448, ce fut l'invention des reliques sous le règne du roi René. Tout le sol de l'église fut défoncé. Ce qui permit de mettre au jour un puits et une source d'eau douce puis une tête d'homme cerclée d'une lame de plomb. Dans le chœur fut dégagée « une petite grotte renfermant des écuelles en terre, les unes entières, les autres brisées, et une certaine quantité de cendres avec des charbons noirs ».
Enfin, entre cette grotte et le mur de la chapelle du XIIe siècle, fut dégagé un vestige de mur qui barrait tout le chœur. Il s'ouvrait par une petite porte permettant d'accéder à un oratoire. Dans celui-ci se trouvait une colonne supportant une table de marbre formant autel.

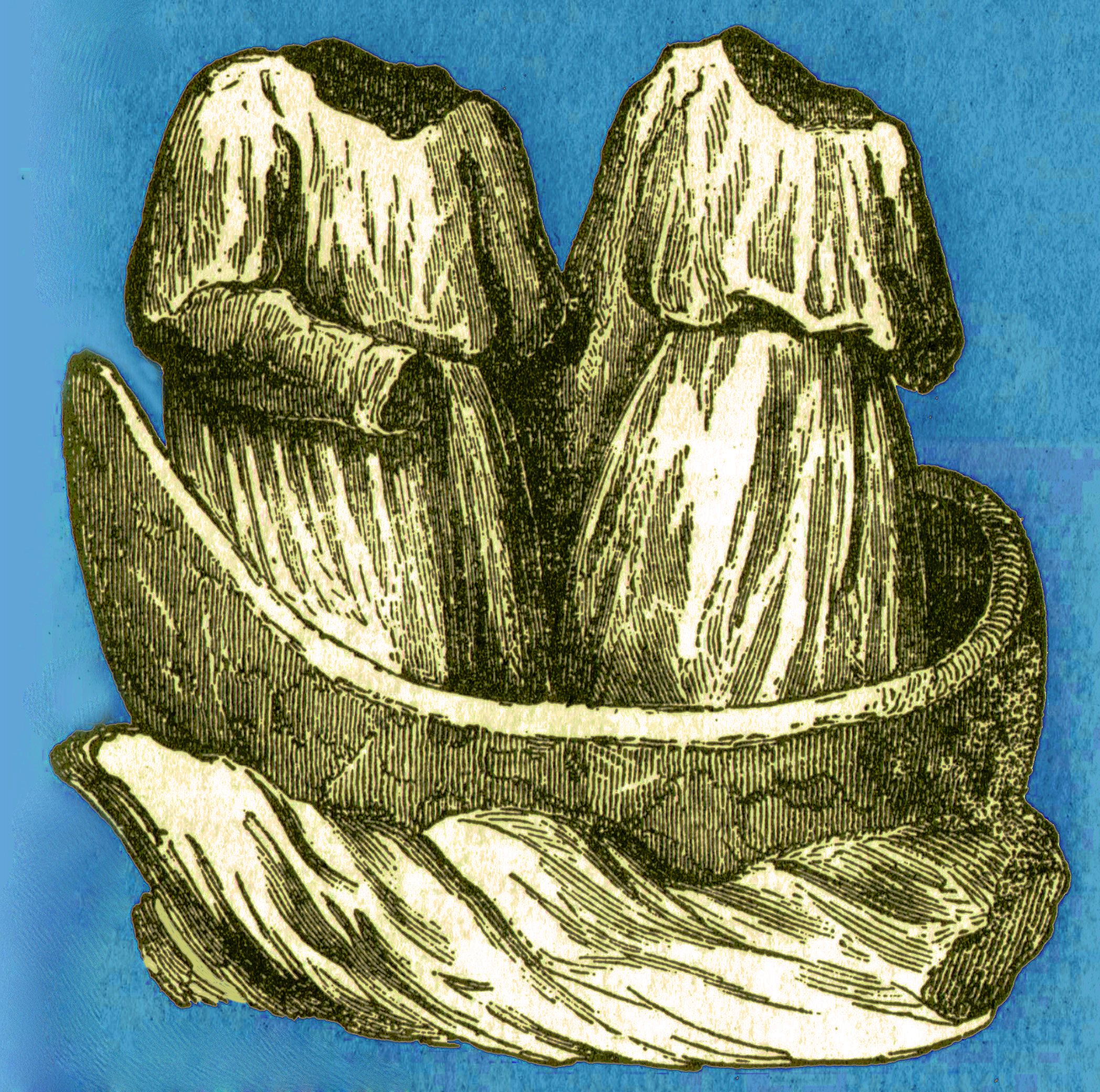
Marie Jacobé et Marie-Salomé, représentées en martyr sans tête sur une gravure du XIXe siècle.

Autour de celui-ci on découvrit deux corps allongés « dégageant une odeur suave ». Les ossements, lavés au vin blanc, furent placés dans des châsses et transportés dans la chapelle haute,. En fin de fouilles, trois cippes furent exhumés et furent considérés comme les oreillers des Saintes. Toujours visibles dans la crypte de l'église, les deux premiers sont consacrés aux Junons et le troisième est un autel taurobolique ayant servi au culte de Mithra. Jean-Paul Clébert suggère que le culte des trois Maries (les Tremaie) s'était substitué à un antique culte rendu aux trois Matres, divinités celtiques de la fécondité, et qui avait été romanisées sous le vocable des Junons.
La découverte des reliques attribuées aux Saintes Maries s'accompagna de la décision de les « ostenter » trois fois l'an, le 25 mai, pour la fête de Marie-Jacobé, le 22 octobre pour celle de Marie-Salomé et le 3 décembre. Une procession à la mer, avec la barque et les deux saintes, eut désormais lieu en mai et en octobre. Au cours de celle du 24 mai était associée Sara la Noire.
Jean-Paul Clébert fait remarquer que la statue de Sara tout comme celle des Maries dans leur barque sont acéphales et munies de tête amovible. Il constate : « Les Mères, qui avaient pris tant de soins d'apporter en exil quatre têtes sacrées, semblent avoir perdu les leurs au cours des vicissitudes de leur histoire ».

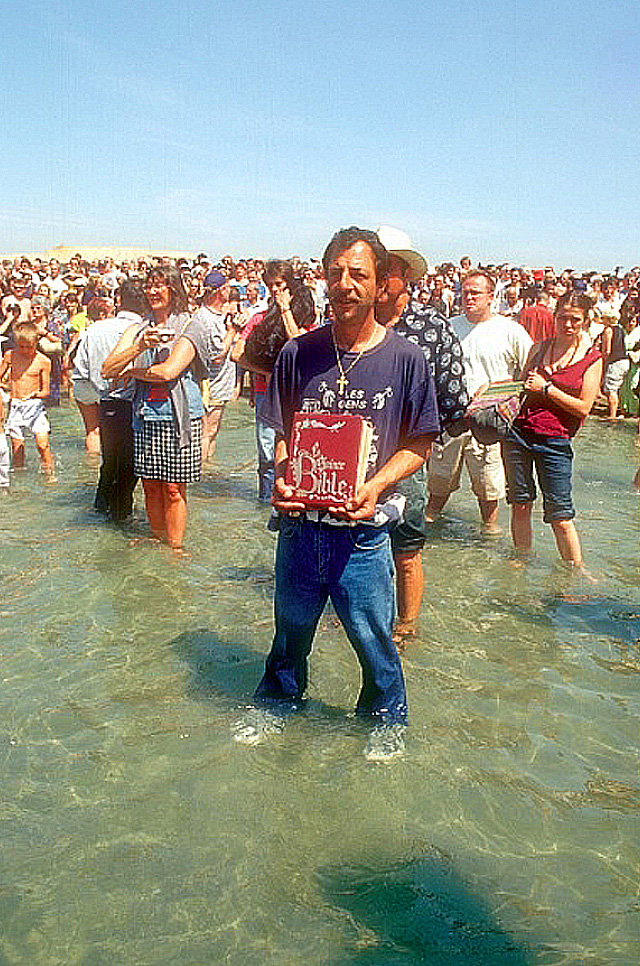
Bain rituel du pèlerinage aux Saintes-Maries-de-la-Mer.

### Le rituel de la procession à la mer
Fernand Benoit, qui fut le premier historien à décrypter ce folklore, souligne pour les trois Maries et pour Sarah, l'importance de la procession à la mer. Depuis 1936, l'immersion de la sainte noire, que font les Bohémiens, précède d'un jour celle des Maries en leur barque. La statue de Sarah est immergée jusqu'à mi-corps.
En Camargue, l'immersion rituelle dans la mer obéit à une tradition séculaire. Déjà au XVIIe siècle, les Camarguaises et Camarguais se rendaient à travers les bois et les vignes, sur la plage, alors éloignée de plusieurs kilomètres de l'église des Saintes, et se prosternaient à genoux dans la mer.

« Le rite de la navigation du « char naval », dépouillé de la légende du débarquement, apparaît comme une cérémonie complexe qui unit procession du char à travers la campagne et pratique de l'immersion des reliques, il se rattache aux processions agraires et purificatrices qui nous ont été conservées par les fêtes des Rogations et du Carnaval »

— Fernand Benoit, La Provence et le Comtat Venaissin, Arts et traditions populaires
Et l'historien de souligner que ces processions à la mer participent au caractère même de la civilisation provençale et à sa crainte respectueuse de la Méditerranée puisqu'elles se retrouvent tant aux Saintes-Maries-de-la-Mer, qu'à Fréjus, Monaco, Saint-Tropez ou Collioure, liées à d'autres saints ou saintes.

## Description de l'église primitive

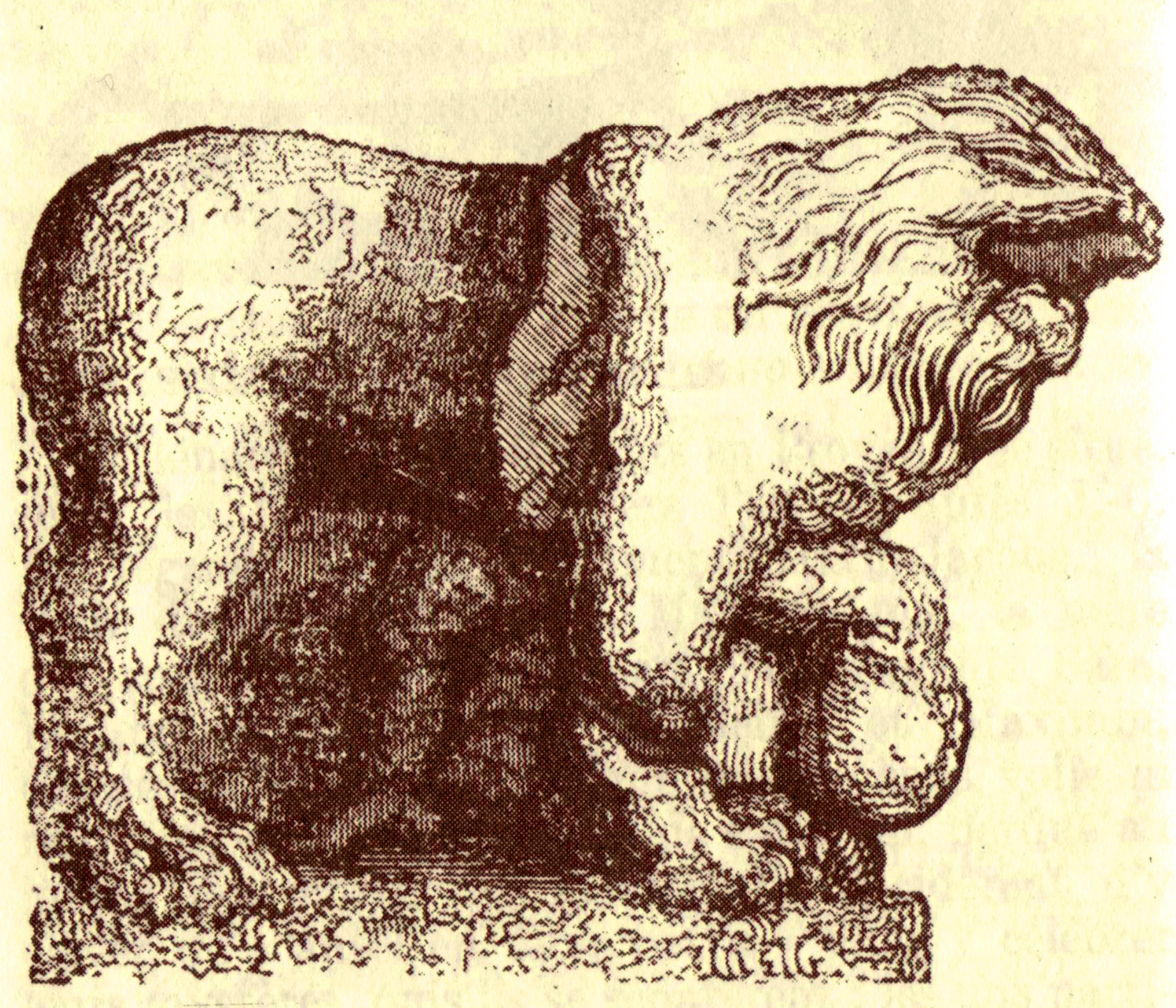
Lion de type arlésien ayant appartenu à l'église primitive, gravure du XIXe siècle.

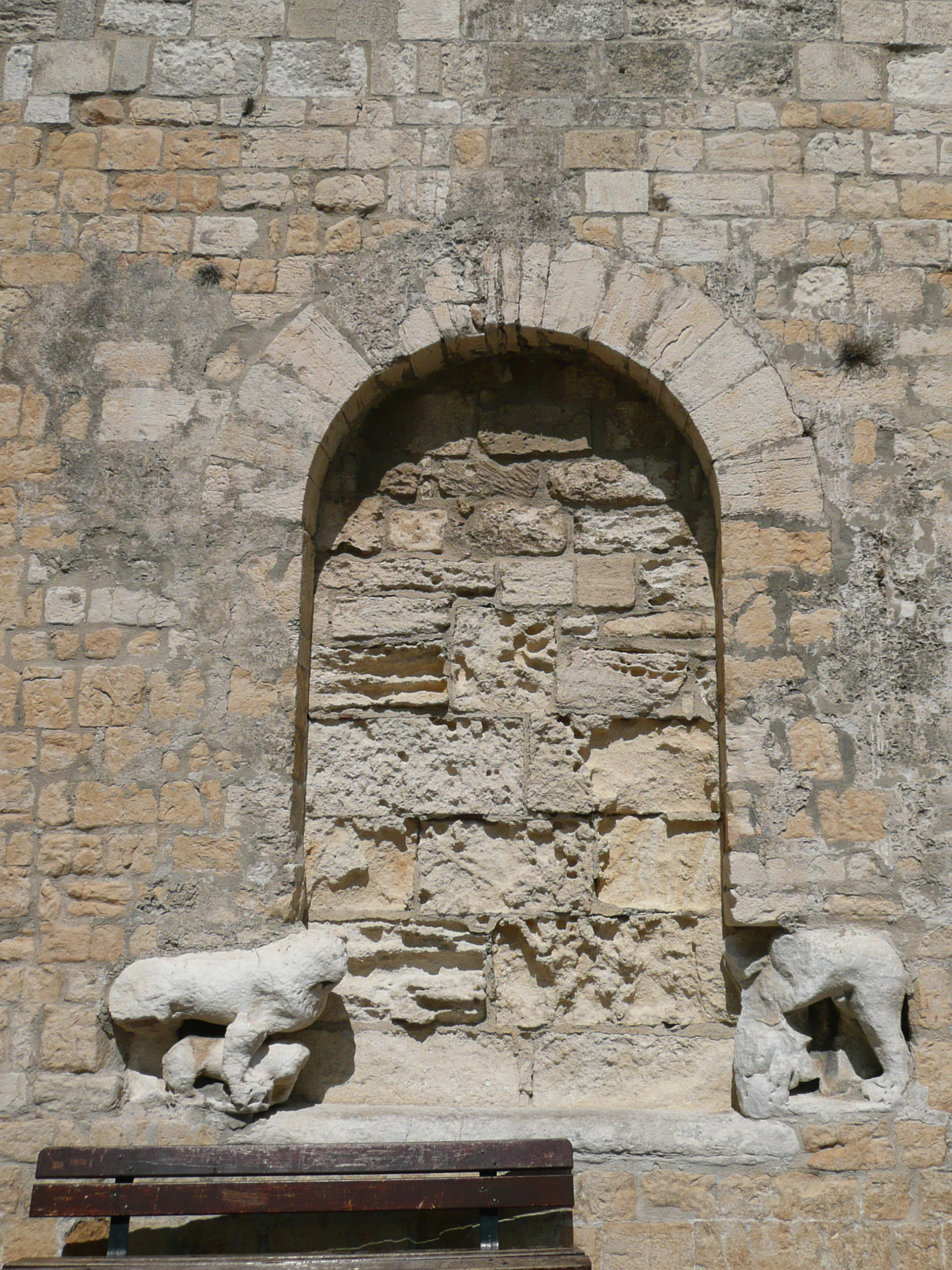
Lions de l'église primitive en réemploi sur une porte du XVe siècle.

Les fouilles archéologiques ont permis de retrouver les structures de l'église qui a précédé Notre-Dame-de-la-Mer. Il s'agissait d'une chapelle rurale à nef unique. Ce lieu de culte avait été édifié en pierre calcaire dure ce qui explique l'absence de toute marque de tâcherons.
La nef de cette église primitive comprenait trois travées qui menaient à un chœur fermé par une abside semi-circulaire. Elle se trouvait flanquée, au nord, par une tour carrée qui était accessible par un escalier qui partait du chœur.
Deux portes donnaient accès à l'église par les façades latérales. La première, au nord, était réservée aux religieux. Elle permettait d'accéder au cloître et au jardin. La seconde s'ouvrait dans la troisième travée Sud. Cette porte des fidèles était décorée, très certainement, par deux lions de type arlésien qui se trouvent actuellement utilisés, en réemploi, sur une porte murée du XVe siècle. L'abside était précédée par une travée de chœur et l'arc triomphant très élevé était percé d'une ouverture.

## Liste des prieurs, curés, prêtres et vicaires de l'église
La plupart des informations reportées dans le tableau ci-dessous proviennent des actes paroissiaux des Saintes-Maries-de-la-mer accessibles par internet sur le site des archives départementales des Bouches-du-Rhône.
| Bertran de Noves, prieur            | 1226                                        |
| Durand d'Ayguere et Raynaud, curés  | 1332                                        |
| Giraud Samson, prieur               | 1448                                        |
| Hugues Rolland, vice curé           | av.1448 - ap.1455                           |
| Antoine Bedarrides, curé            | 1561 - 1598 (décède le 22/10/1598)          |
| Claude Auriac, vicaire              | 1600 - 1622 (décède le 4/05/1622)           |
| Claude Ribbe, prêtre (secondaire ?) | 1601 - ap. 1628                             |
| Pierre Robert, prêtre               | 1612 - 1616                                 |
| Pierre Cachat, prêtre               | 1620 - 1648                                 |
| Girard, vicaire                     | 1624                                        |
| Honoré Arnoux, prêtre et secondaire | 1645 - 1660 (décède le 13/06/1698 à 81 ans) |
| Michel Chabert, secondaire          | 1646                                        |
| Guillaume Besselin, ?               | 1648                                        |
| Elzear Amoureux, vicaire            | 1653, 1654                                  |
| Desvignes, vicaire                  | 1660 - 1661 (31/07)                         |
| Murator, prêtre, vicaire            | 1656 - 1667                                 |
| Saint Jean, vicaire                 | av.1690 - ap.1703 (décède en 1706 à 62 ans) |
| Vaugier, prêtre secondaire          | 1703                                        |
| Bruneau, secondaire                 | 1710, 1711                                  |
| Garcin, vicaire                     | 1711                                        |
| Biscarel, provicaire puis vicaire   | av.1720 - ap.1730, 1731                     |
| Gilles, curé                        | 1733, 1736, 1737                            |
| R.P. Ange Bonicel, secondaire       | 1731, 1737, 1738                            |
| Trobaty, curé                       | 1738                                        |
| Paul, provicaire, curé              | 1741, 1745                                  |
| Roubian, prêtre                     | 1742                                        |
| Augustin Espitalier, curé           | av.1751 - 1769                              |
| Joseph Blanc, curé                  | 1772, 1778 - ap.1781                        |
| Prat, procuré                       | 1770                                        |
| Bruyere, vicaire, prêtre            | 1780 - 1791                                 |
| Nalis, curé                         | 1784                                        |
| Pierre Tavan, curé                  | av.1785 - 1791                              |
| Vincent Gazan (né en 1791), curé    | 1836                                        |

## Église actuelle

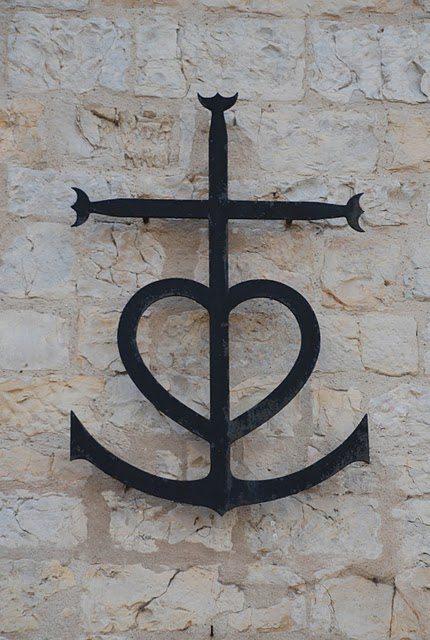
Croix camarguaise.

### Extérieur
Le village des Saintes resta protégé par ses remparts médiévaux jusqu'à la Révolution. Ce site était l'une des pièces maîtresses de la défense de la cité d'Arles. En son centre l'église fut fortifiée au fur et à mesure des nécessités. Son aspect actuel date du XIVe siècle. La région subissant régulièrement des raids de pirates barbaresques, aux débuts de sa construction, le choix d'une forme de forteresse fut rapidement pris, avec une nef unique, mâchicoulis alternés, créneaux et tour de guet, surplombant la ville à 15 m.

#### L'abside extérieure
L'ensemble des aménagements de type militaire dissimule souvent la construction romane. Seule l'abside polygonale est visible de l'extérieur. Elle est surmontée d'un ancien corps de garde. Éclairée d'une baie de plein cintre, ses deux colonnettes sont surmontées de chapiteaux qui ont été datés du début du XIIIe siècle. Sa décoration de bandes lombardes alterne avec des consoles.

#### Le clocher et la chapelle haute

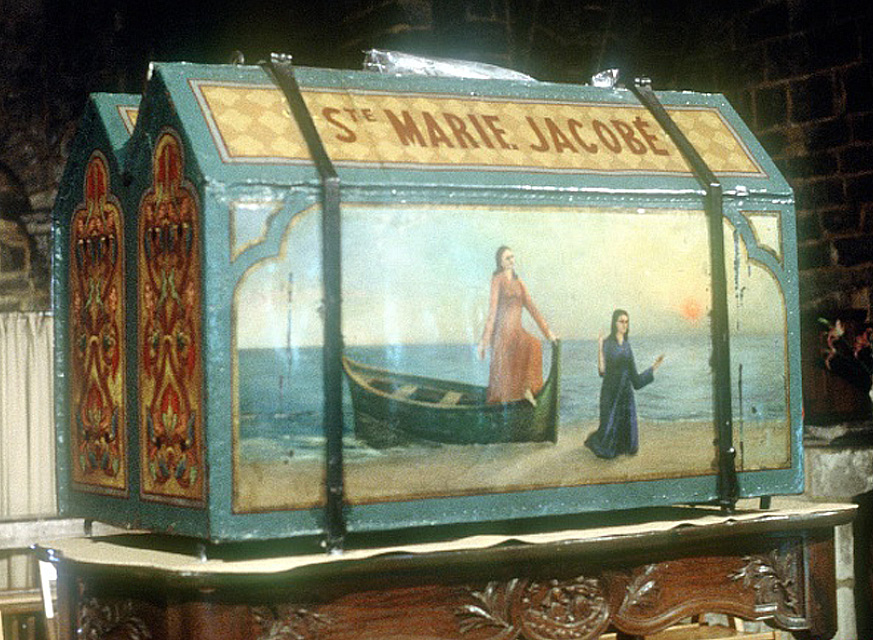
La double châsse des Saintes à Notre-Dame-de-la-Mer.

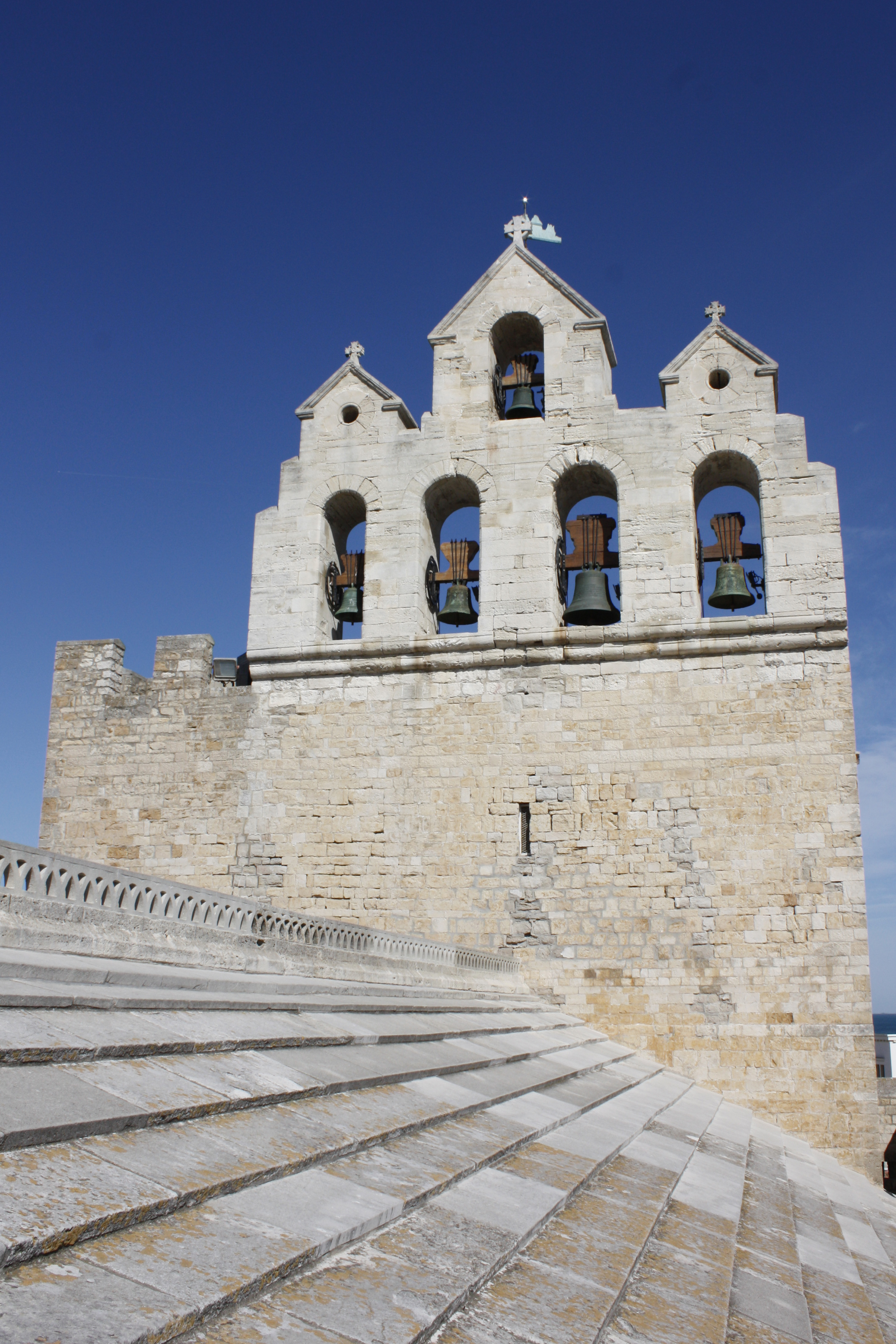
Les 5 cloches du clocher-mur.

Surplombant le chœur, sur toute la largeur de l'église, le mur du clocher est surmontée de mâchicoulis et d'échancrures, de style roman : quatre sur une même ligne, comportant chacune une cloche, une cinquième en dessus. Ce mur est adossé au corps de garde, qui rehausse l'abside. L'exhaussement de la nef, aux XIVe et XVe siècles a apporté de profondes modifications.
La plus importante fut l'établissement d'un chemin de ronde. Construit en encorbellement, il repose sur des consoles ou des contreforts. Une chapelle haute somme l'abside. Située au-dessus du chœur, dans l'ancien corps de garde, elle est placée sous le vocable de l'archange saint Michel. Elle renferme les reliques des saintes, enfermées dans une châsse et qui ne sont sorties que pour le pèlerinage annuel. Sa singularité réside dans le fait qu'elle a été intégrée dans le système défensif de l'église. Elle se termine telle un donjon et servait aussi de poste de vigie.

#### Les cloches
Le clocher-mur est doté de 5 cloches de volée :
- Marie Jacobé-Marie Salomé fondue en 1993 par la fonderie Paccard (à Annecy), note : sol3
- Claire, fondue en 1837 par Eugène Baudouin (à Marseille), note : la#3
- Rosa, fondue en 1839 par Eugène Baudouin (à Marseille), note : do4
- Réconciliation, fondue en 1984 par Paccard (à Annecy), note : ré4
- Fulcranne, fondue par Pierre Pierron (à Avignon), note : ré#4

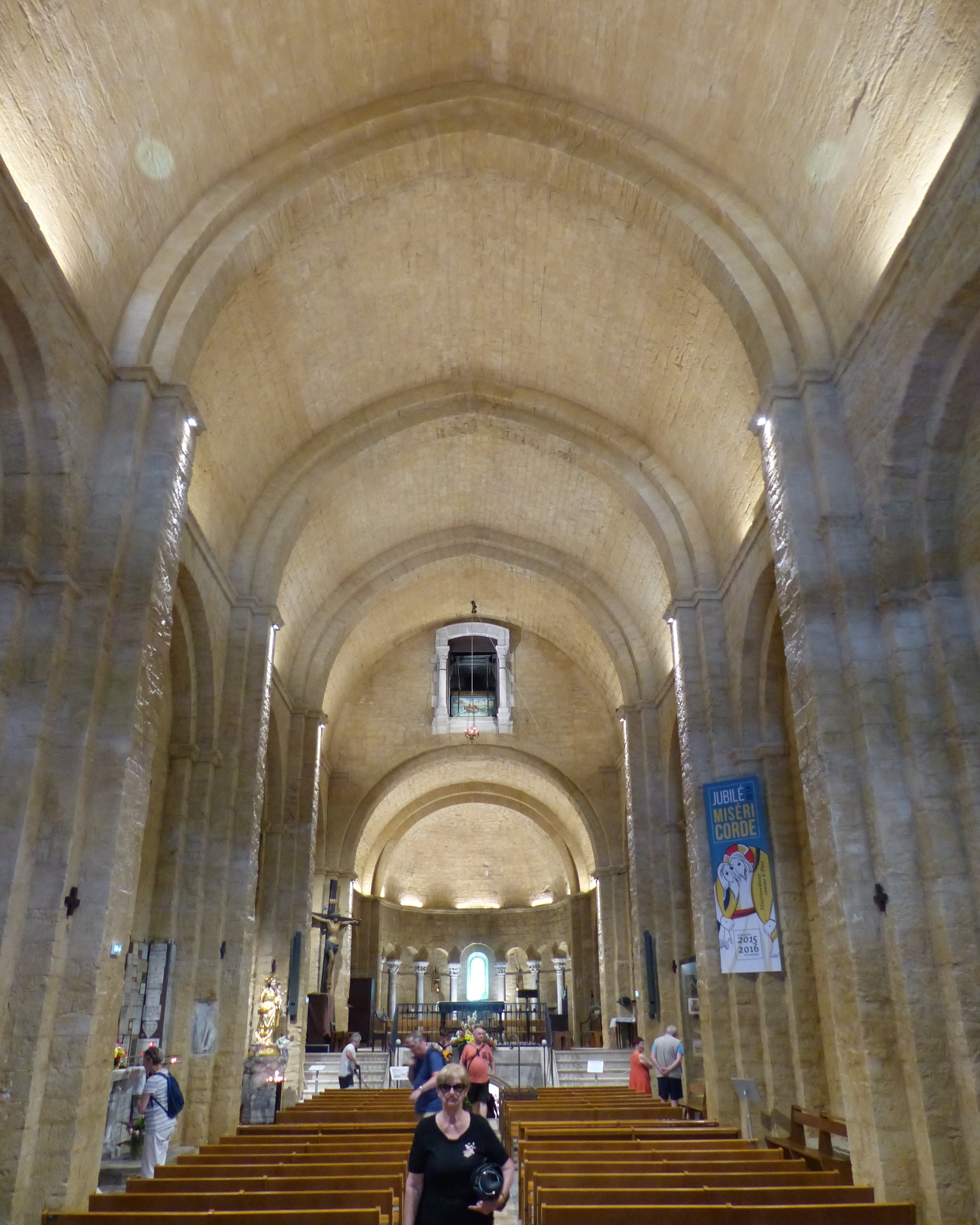
Nef.

### Intérieur
L'église, de style roman, se compose d'une nef, de quatre travées et d'une abside semi-circulaire romane. La simplicité du bâtiment ressort dans son décor intérieur. Seules une crypte, dédiée à Sara la noire et une « chapelle Haute », vouée à saint Michel, dans l'ancienne salle du corps de garde, complète la nef rectangulaire et l'abside en demi cercle.

#### La nef
Elle n'a aucune chapelle latérale et ne possède que peu de décoration, en dehors d'une niche, sur la gauche, comportant une représentation de sainte Marie Jacob et sainte Marie Salomé, en barque. Cette nef unique, en berceau brisé, n'est soutenue latéralement que par des arcatures plein cintres, avec voussures, contenus dans les larges épaisseurs des murs. La présence d'un puits, sous le Christ en bois du XVIIe siècle, rappelle que cette église fortifiée servait d'abri à la population lors des invasions de pirates, au Moyen Âge. Côté nord de la nef, proche du portail d'entrée, est également visible une partie du dallage originel, ainsi qu'un bénitier, creusé dans un ancien chapiteau.
Parmi les rares décorations de la nef, on compte deux objets classés aux titres des monuments historiques depuis 1840 : un retable, en bois doré, datant du XVIIe siècle, et un dais d'autel peint, sur support bois, du XVIe siècle, représentant les apôtres et la Nativité.

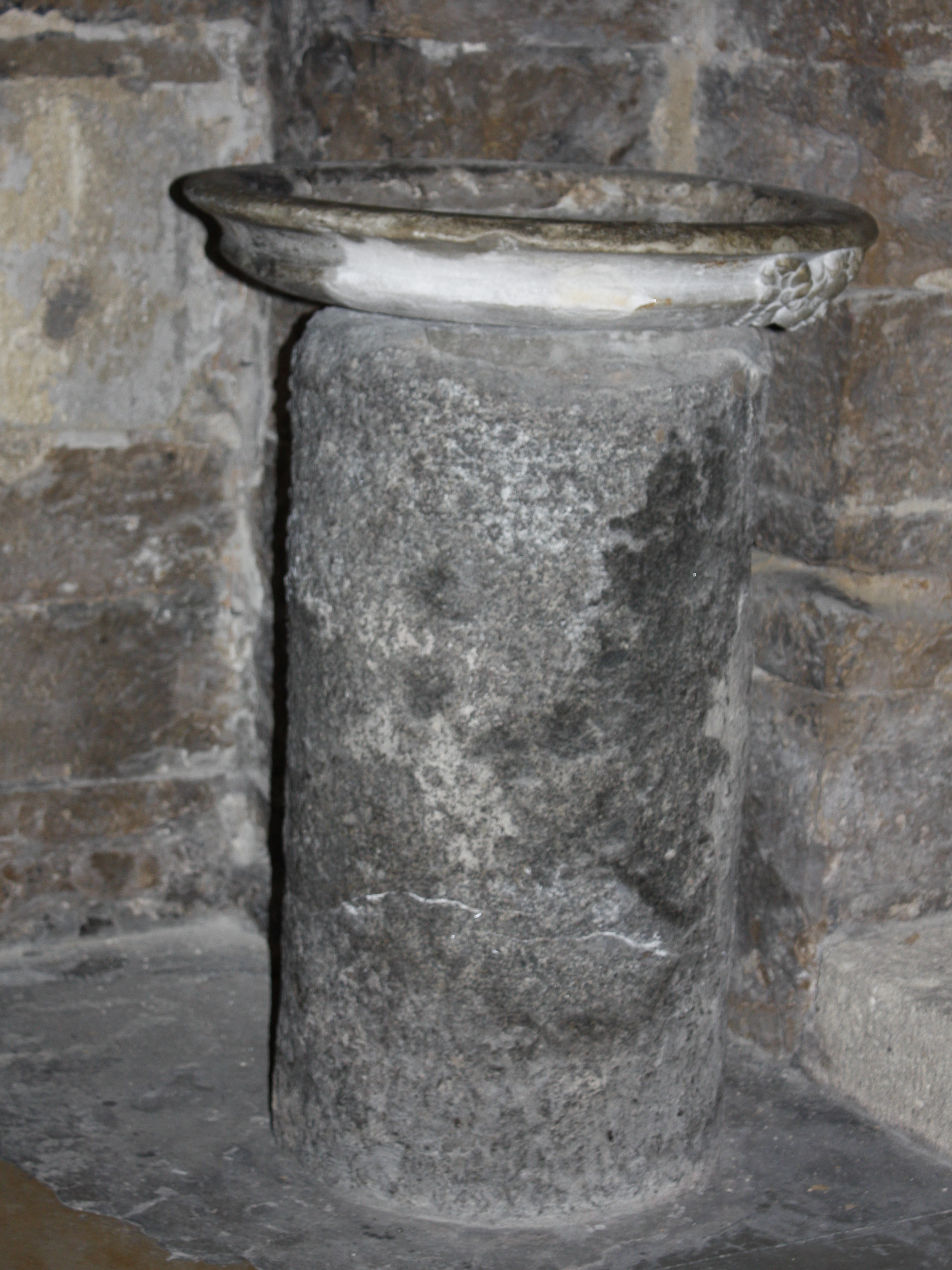
Bénitier creusé dans un ancien chapiteau.
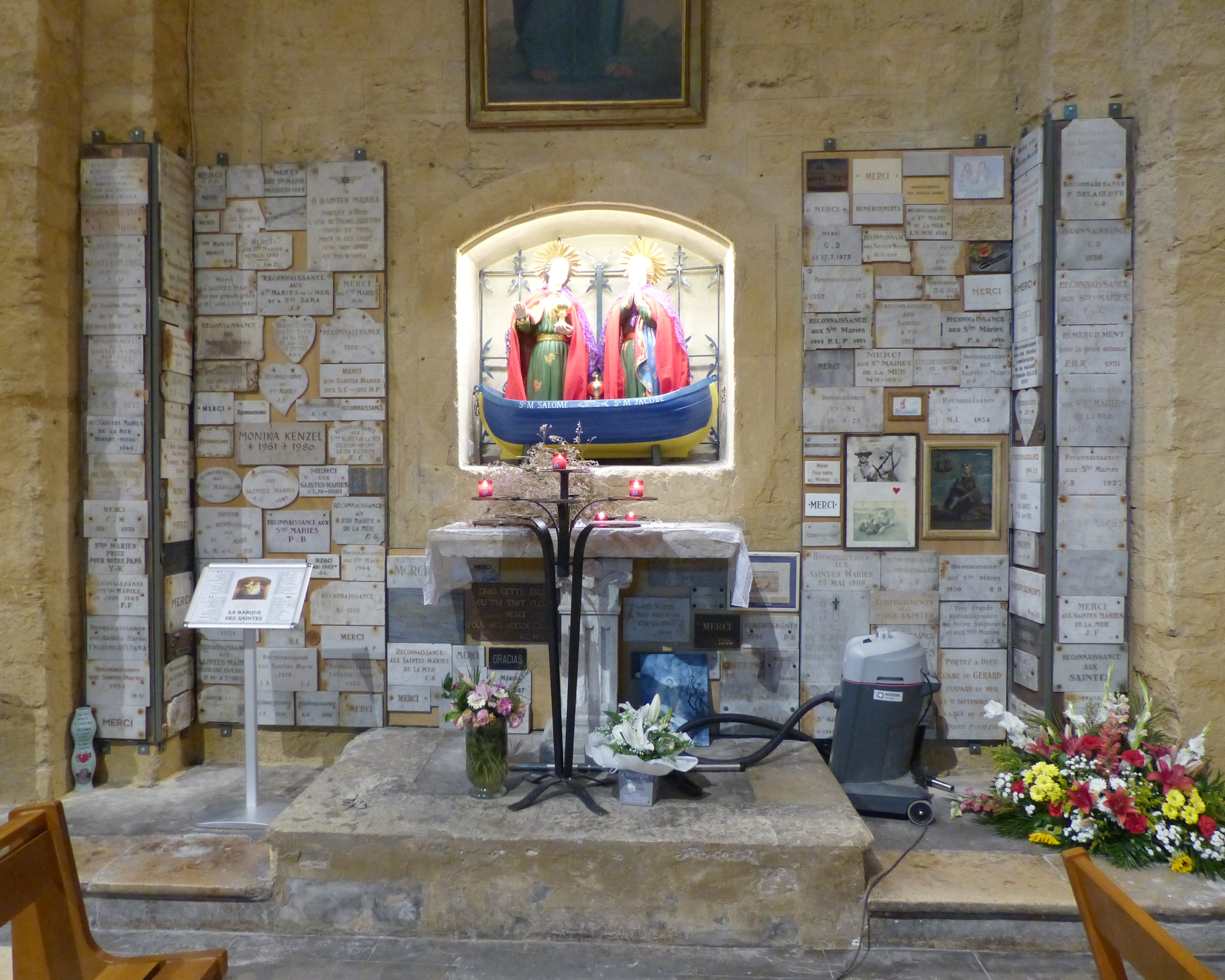
Les Saintes Maries, en barque et entourées d'ex-voto.
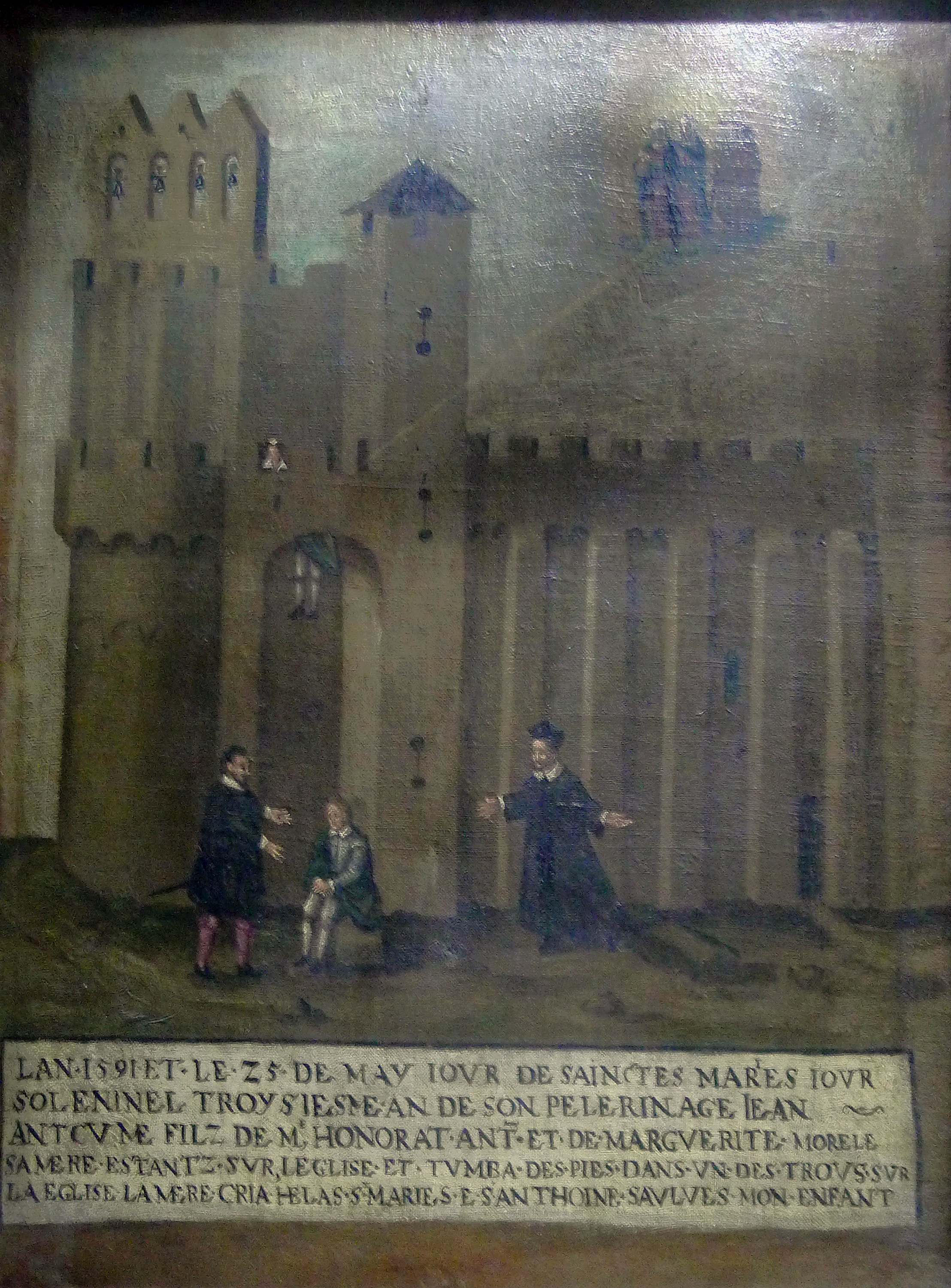
L'ex-voto de 1591.

#### L'abside intérieure

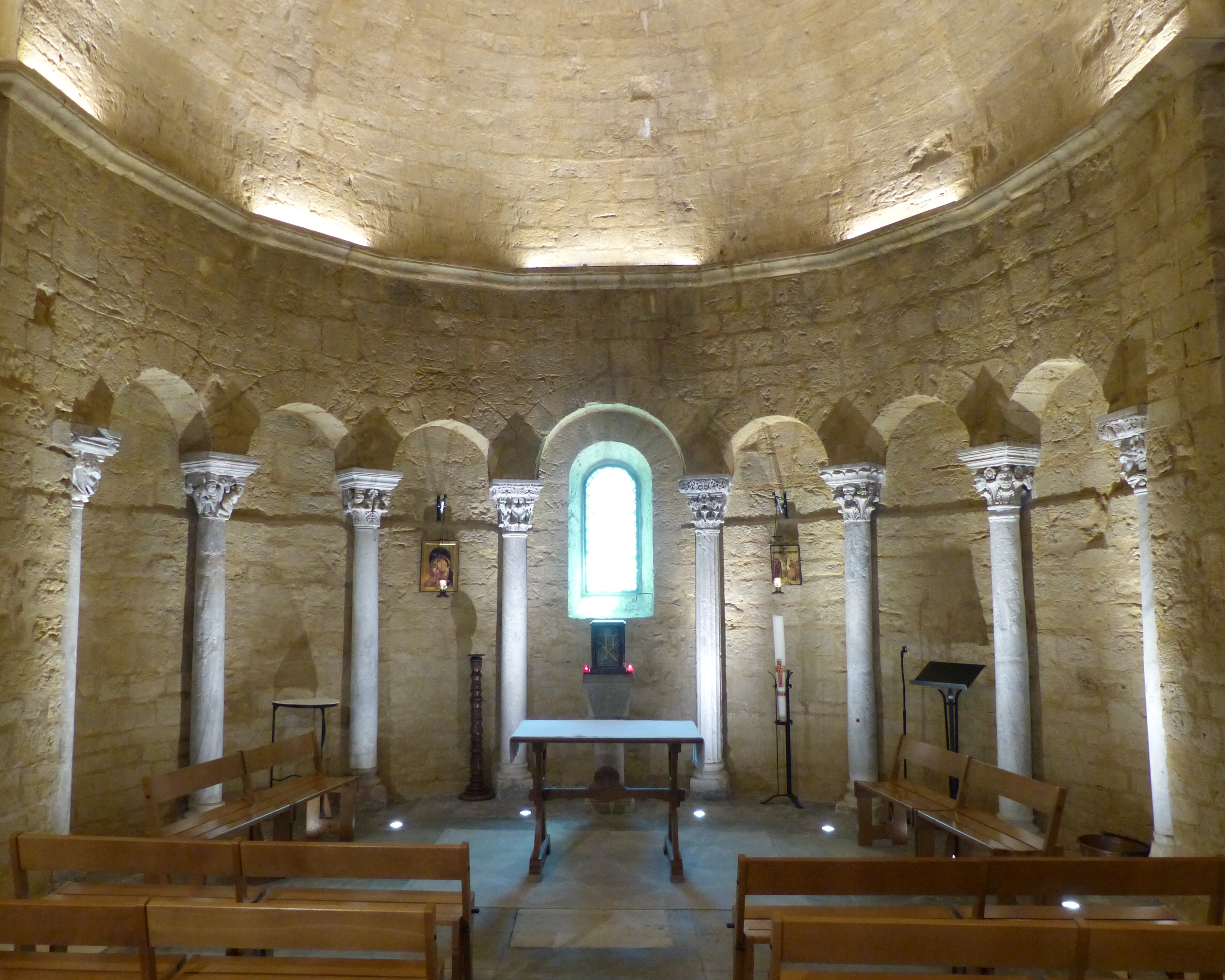
Cœur et abside.

Elle a été construite en cul-de-four et possède sept arcatures que supportent huit colonnettes en marbre surmontées de chapiteaux historiés. Ils se subdivisent en deux groupes.
Le premier est composé de six chapiteaux à décor de feuillage, de masques et de bustes humains ou de tête de diable. Leur stylistique les rapproche de ceux de la galerie nord du cloître de Saint-Trophime. Ce qui permet de situer ces sculptures entre 1160 et 1165.
|  |  |  |  |  |  |

Le second groupe n'a que deux chapiteaux. Ceux-ci sont considérés comme des chefs-d'œuvre majeurs de l'art roman provençal. Le premier représente le mystère de l'Incarnation, le deuxième la passion du Christ. Daté de la même époque que les précédents, ils se rattachent par leur stylistique à ceux de la frise de la cathédrale de Nîmes.

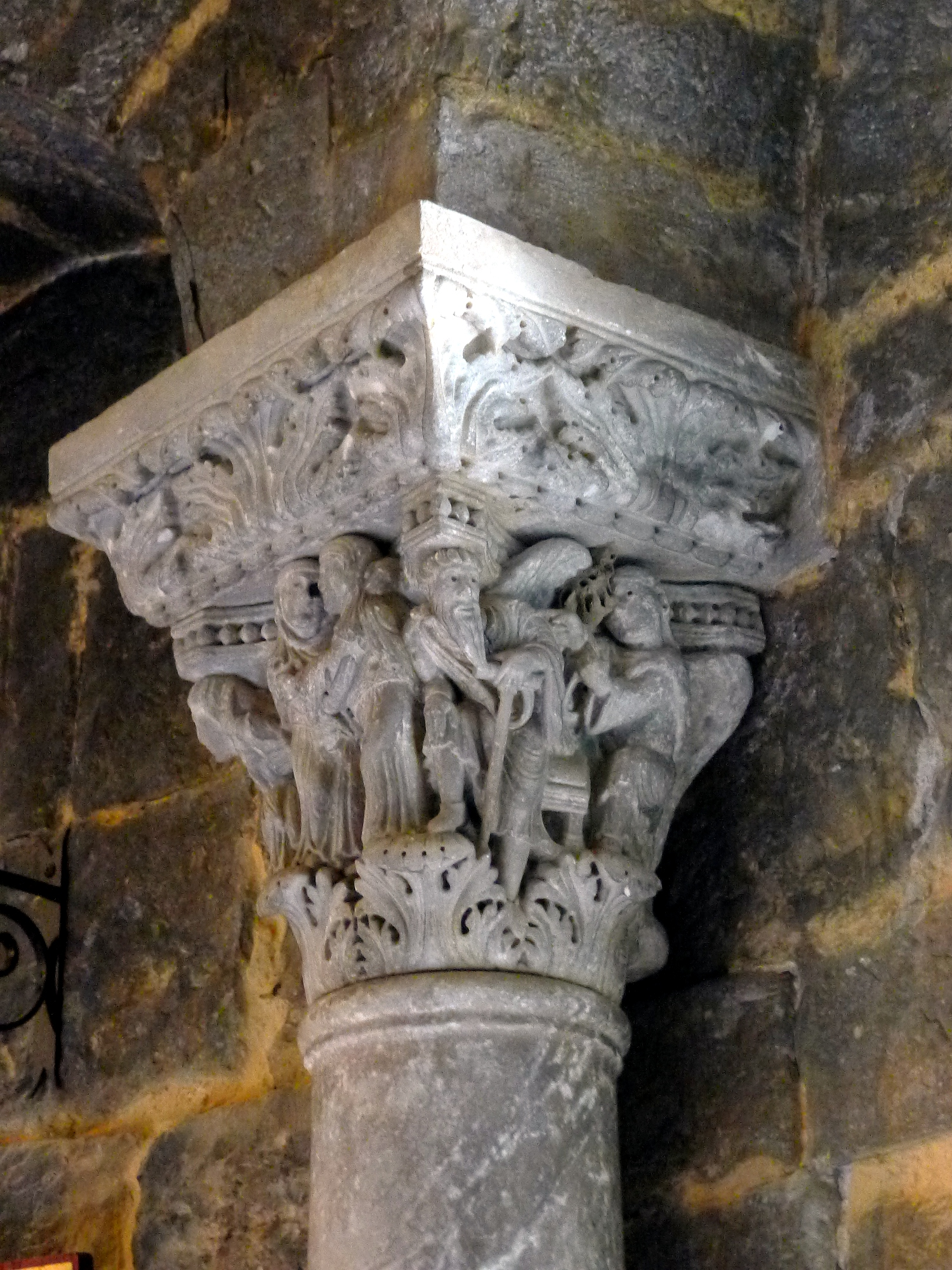
L'Incarnation.
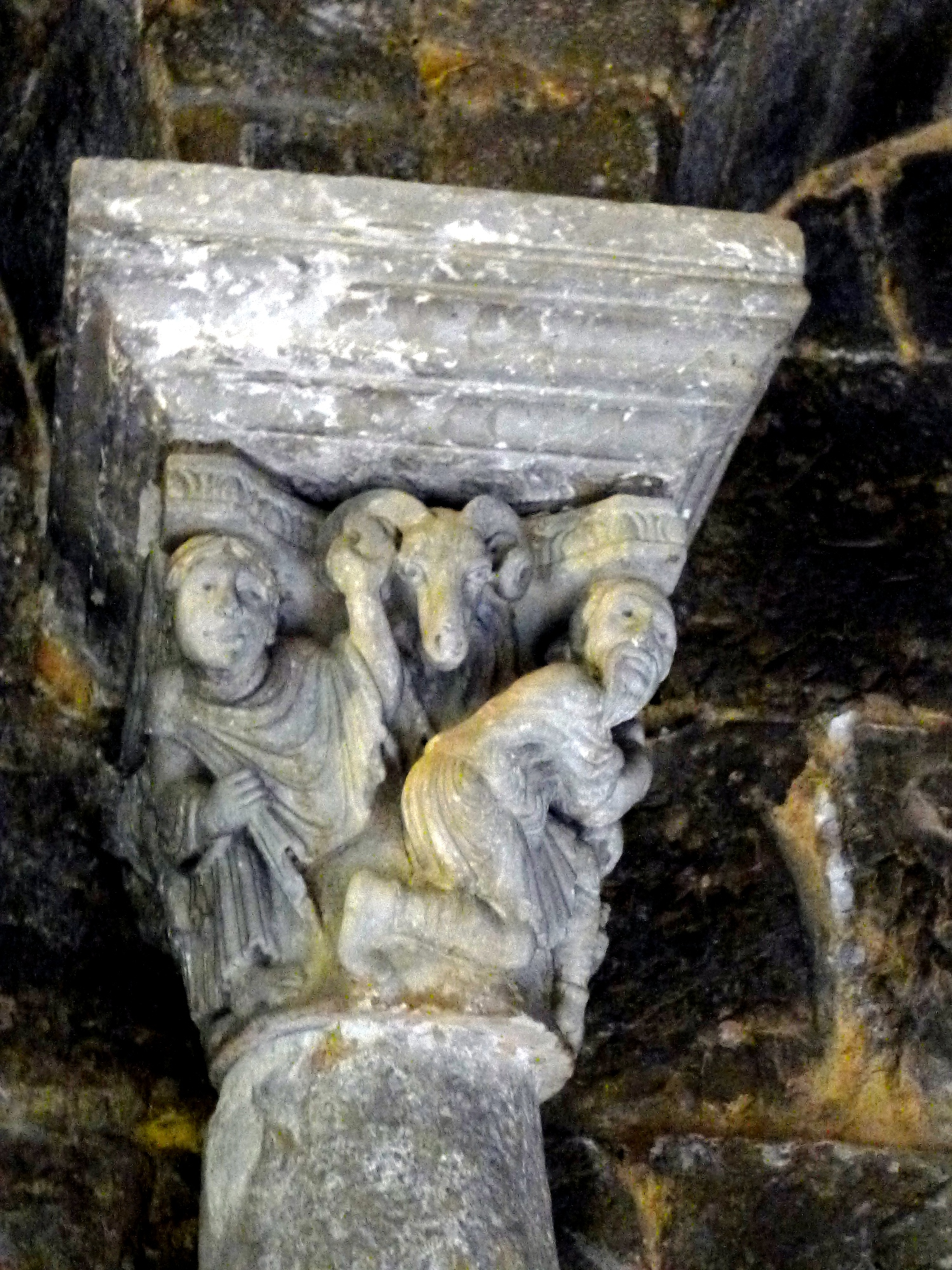
Passion du Christ.

Le Mystère de l'Incarnation met en scène sur une face le thème de la Visitation et sur l'autre l'apparition de l'archange Gabriel à Zacharie. La passion du Christ, quant à elle, est évoquée sous la forme du Sacrifice d'Abraham.

#### La crypte
La crypte, semi-enterrée, se situe sous le chœur de l'église, avec un accès depuis le transept. Elle est vouée à Sara la noire, représentée par une statue vêtue. On note également dans cette crypte la présence d'un autel, et de nombreux ex-voto. Elle fut creusée à l'initiative du roi René, alors en quête des reliques des « trois Saintes Maries», en 1448. Un bloc de marbre, parfaitement lisse, l'« oreiller des Saintes Maries » fut également découvert lors de ses fouilles.

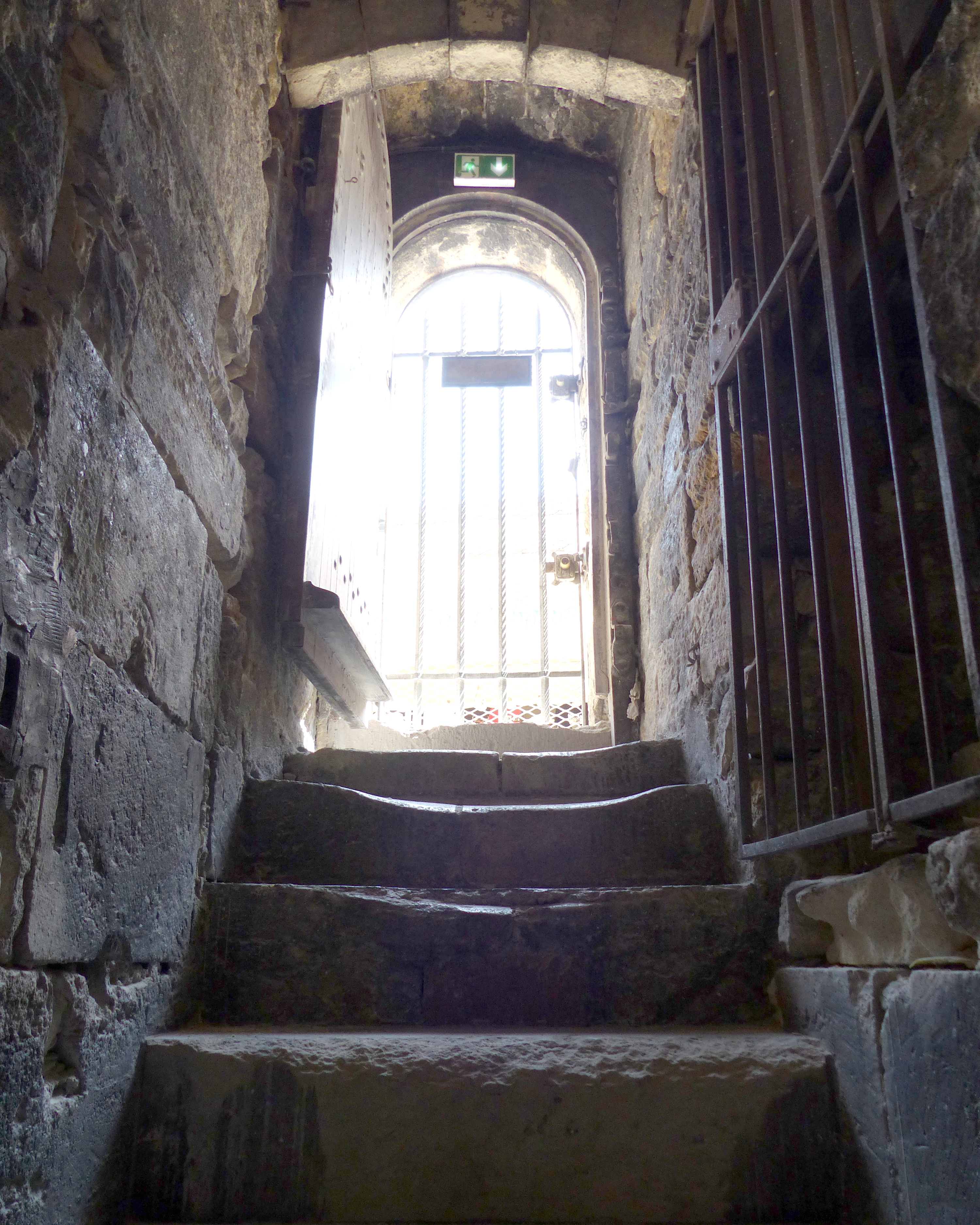
Entrée.
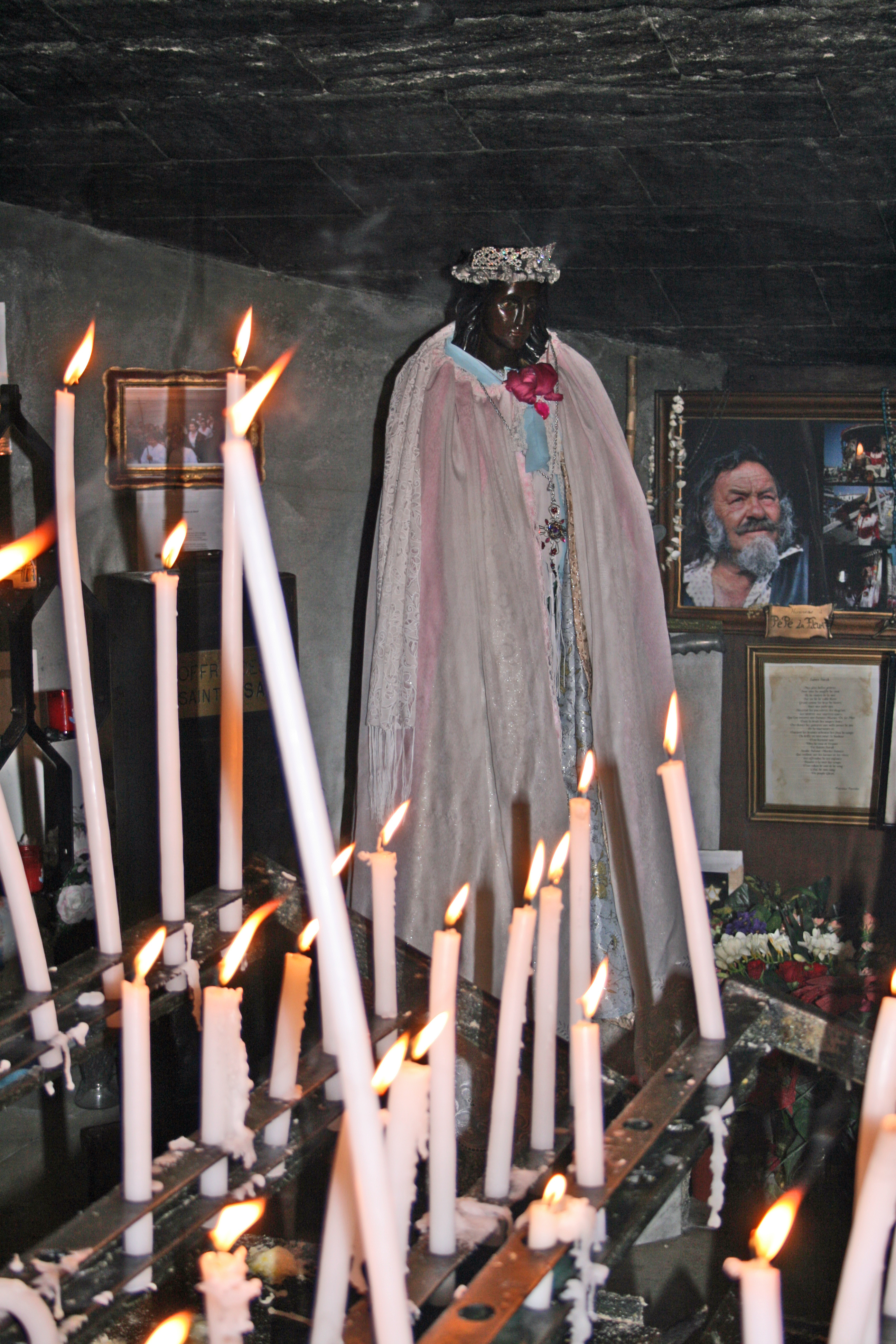
Sara la noire.
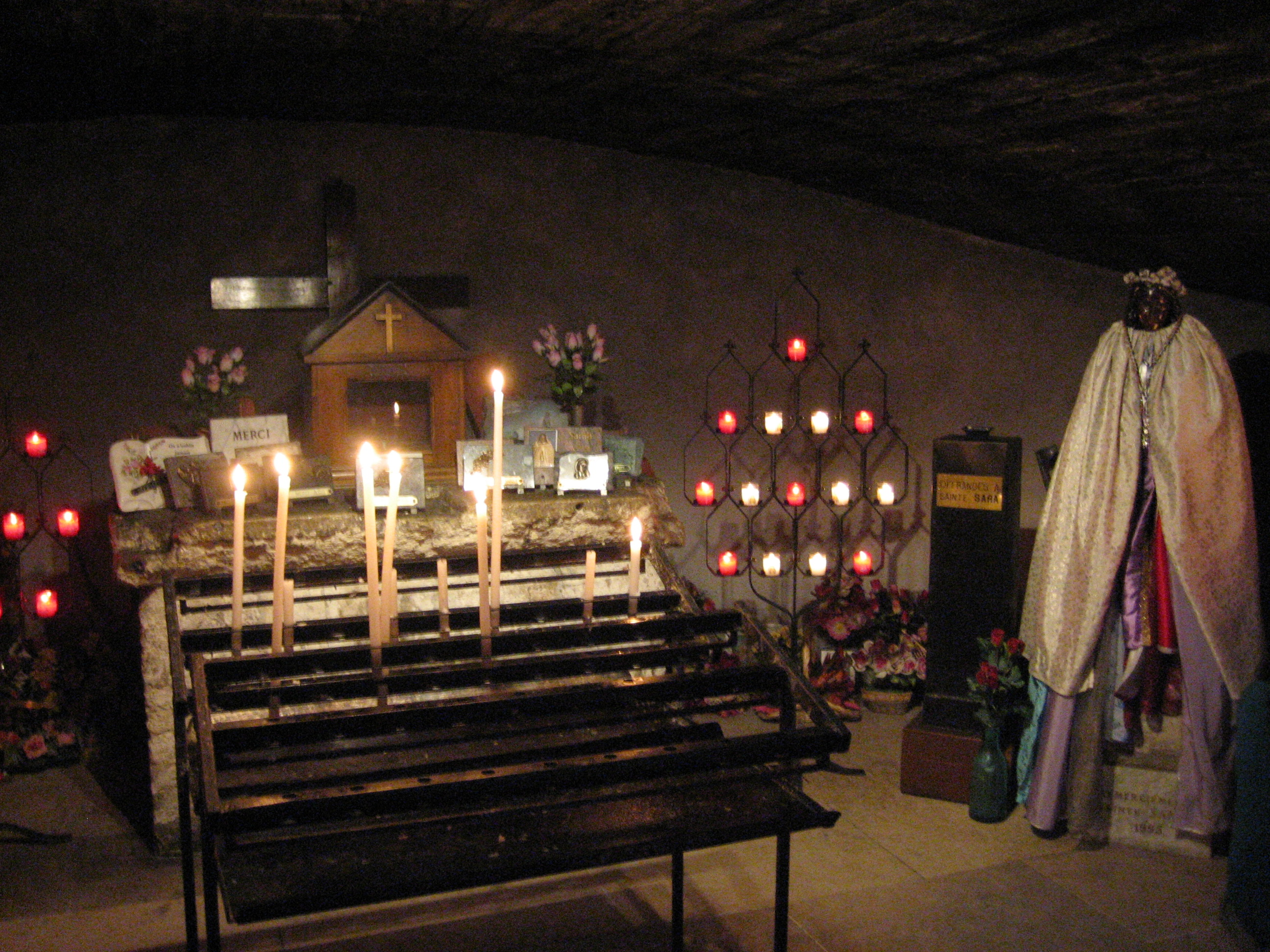
La crypte à sainte Sara la noire.
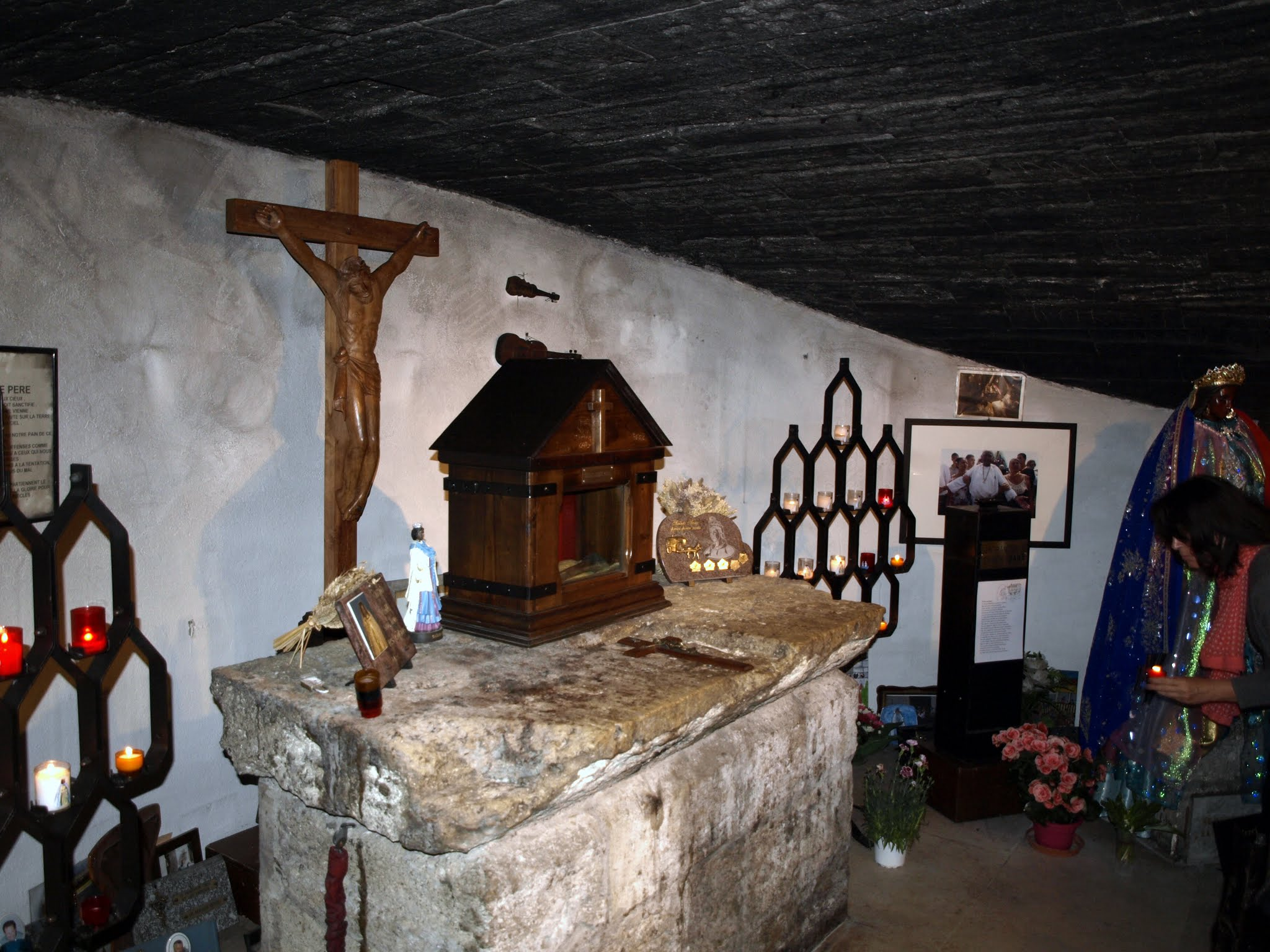
Autel.
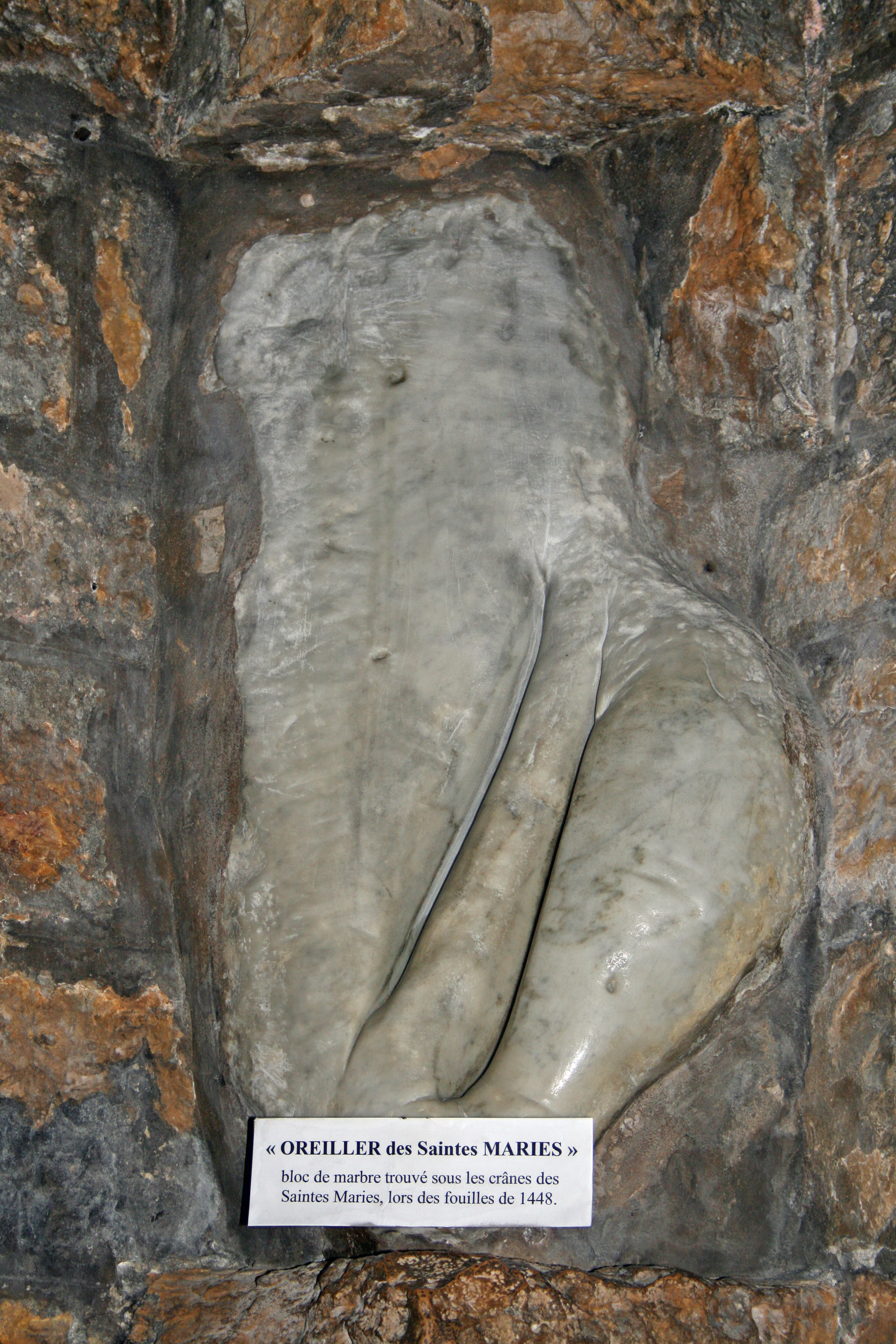
Oreiller des Saintes.